# 생트샤펠

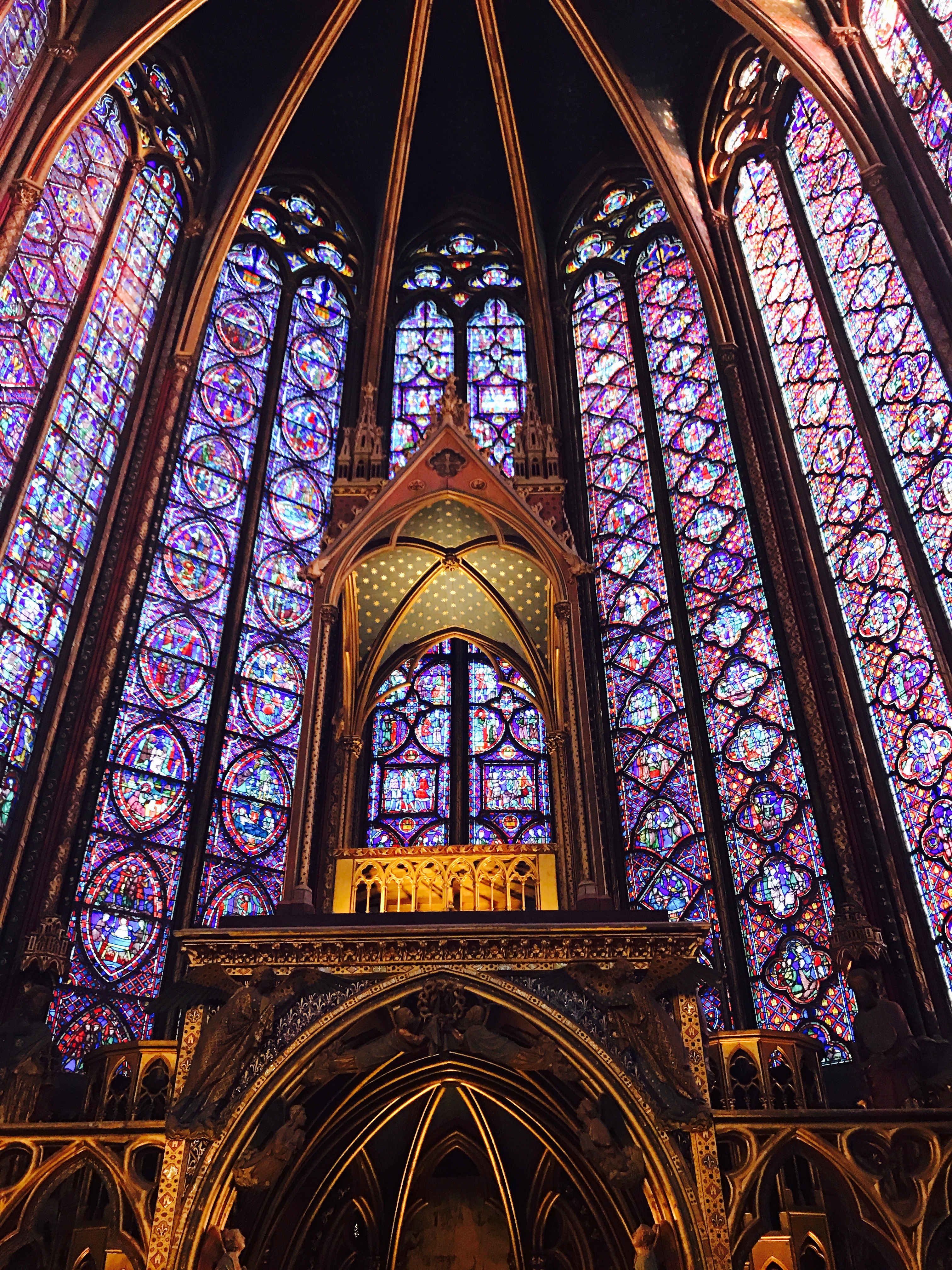
생트 샤펠 내부 스테인드글라스

생트샤펠(프랑스어: Sainte-Chapelle 생트샤펠[*])은 프랑스 파리의 시테섬의 서쪽에 있는 프랑스 후기 고딕 양식의 성당이다. 14세기까지 프랑스의 왕들이 살았던 궁전인 시테궁 안에 지어진 왕실 성당이었다. 노트르담 대성당에서 그리 멀지 않은 곳에 위치해 있으며 파리 대법원이 바로 옆에 위치해 있다. 이름은 프랑스어로 ‘성스러운 성당’을 뜻한다.
생트샤펠은 1238년 이후 어느 시점에 지어지기 시작했고 1248년 4월 26일에 축성되었다. 생트샤펠은 고딕 건축의 레요낭 시기 건축물 중 가장 높은 예술적 성취 가운데 하나로 여겨진다. 생트샤펠은 프랑스의 왕 루이 9세가 예수의 수난에 관련된 자신의 성유물 수집품을 보관하기 위해 건축을 지시했다. 그 중에서도 예수의 가시 면류관은 중세 기독교에서 가장 중요하게 여겨진 성유물 중 하나로서 나중에는 노트르담 대성당으로 옮겨졌다.
생트샤펠은 콩시에르주리와 더불어 시테섬에 남아 있는 카페 왕가의 왕궁 건물 중 가장 오래된 것의 하나이다. 프랑스 대혁명 시기에 손상되어 19세기에 복원되기도 했지만, 생트샤펠은 여전히 전세계에서 가장 많은 13세기 스테인드글라스를 보유하고 있다.
생트샤펠은 프랑스 대혁명 이후 세속화되어 더 이상 교회 건물로 쓰이지 않으며, 이웃한 콩시에르주리 등 옛 궁전 건물들과 함께 프랑스 국립건축물센터(Centre des monuments nationaux)의 관리를 받고 있다.

## 역사

### 건설
생트샤펠은 옛 카롤루스 왕조의 왕실 성당, 특히 샤를마뉴가 자신의 액상샤펠(현재의 아헨) 궁전에 지었던 성당에서 영향을 받았다. 1238년에 루이 9세는 이미 생제르맹앙레 성에 왕실 성당을 하나 갖고 있었다. 이 성당은 1층짜리였는데, 그 평면도를 수정하여 훨씬 큰 규모로 지은 것이 생트샤펠이다.
새로운 생트샤펠 성당은 2층 건물이었는데, 아래층과 위층의 넓이는 같았지만 용도가 전혀 달랐다. 성유물을 보관한 위층은 왕족과 그 손님들만 드나들 수 있었다. 아래층은 궁궐의 신하들, 시종들, 병사들이 사용했다. 생트샤펠은 길이 38미터, 폭 17미터, 높이 42.5미터에 달하는 아주 큰 규모로, 당시 프랑스에 새로 지어진 고딕 양식 성당들과 크기가 비슷했다.
루이 9세와 후계자들에게 생트샤펠은 미사의 장소였을 뿐 아니라 정치적·문화적 야심을 표현하는 데에도 중요한 역할을 했다. 겨우 플랑드르 백작이 콘스탄티노폴리스의 라틴 제국 황제의 자리에 앉아 있는 데다 신성 로마 제국은 혼란에 빠져 있는 상황에서 루이 9세는 예술과 건축을 후원함으로써 스스로 기독교 세계 서부의 핵심 군주로 자리매김할 수 있었다. 라틴 제국의 황제가 자신의 궁전에서 하기아 소피아로 아무도 모르게 움직일 수 있듯이 루이 9세도 자신의 궁전에서 생트샤펠에 갈 수 있게 되었다. 이보다 더 중요한 점은 생트샤펠이 누가 봐도 샤를마뉴가 아헨의 궁전에 지었던 성당과 닮아 있었다는 사실인데, 루이 9세는 스스로를 신성 로마 제국 초대 황제의 뒤를 이을 자격이 있는 군주로 드러내 보이기 위해 이러한 유사성을 활용했다. 생트샤펠에 보관된 성십자가 조각과 가시관은 루이 9세에게 대단한 위신을 부여했다. 교황 인노첸시오 4세는 이것이 상징적으로 그리스도께서 그 자신의 왕관을 루이 9세에게 씌워 주셨다는 뜻이라고 선포하였다.

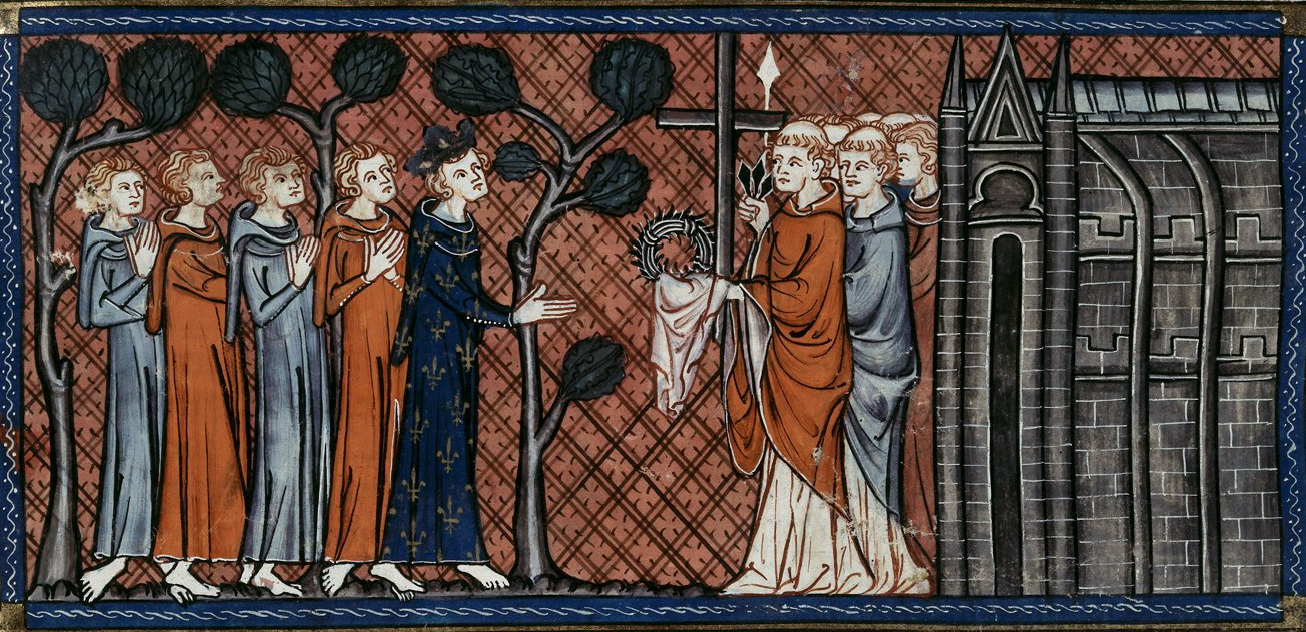
생트샤펠에 보관할 가시관과 성유물을 받는 루이 9세 (14세기 그림)
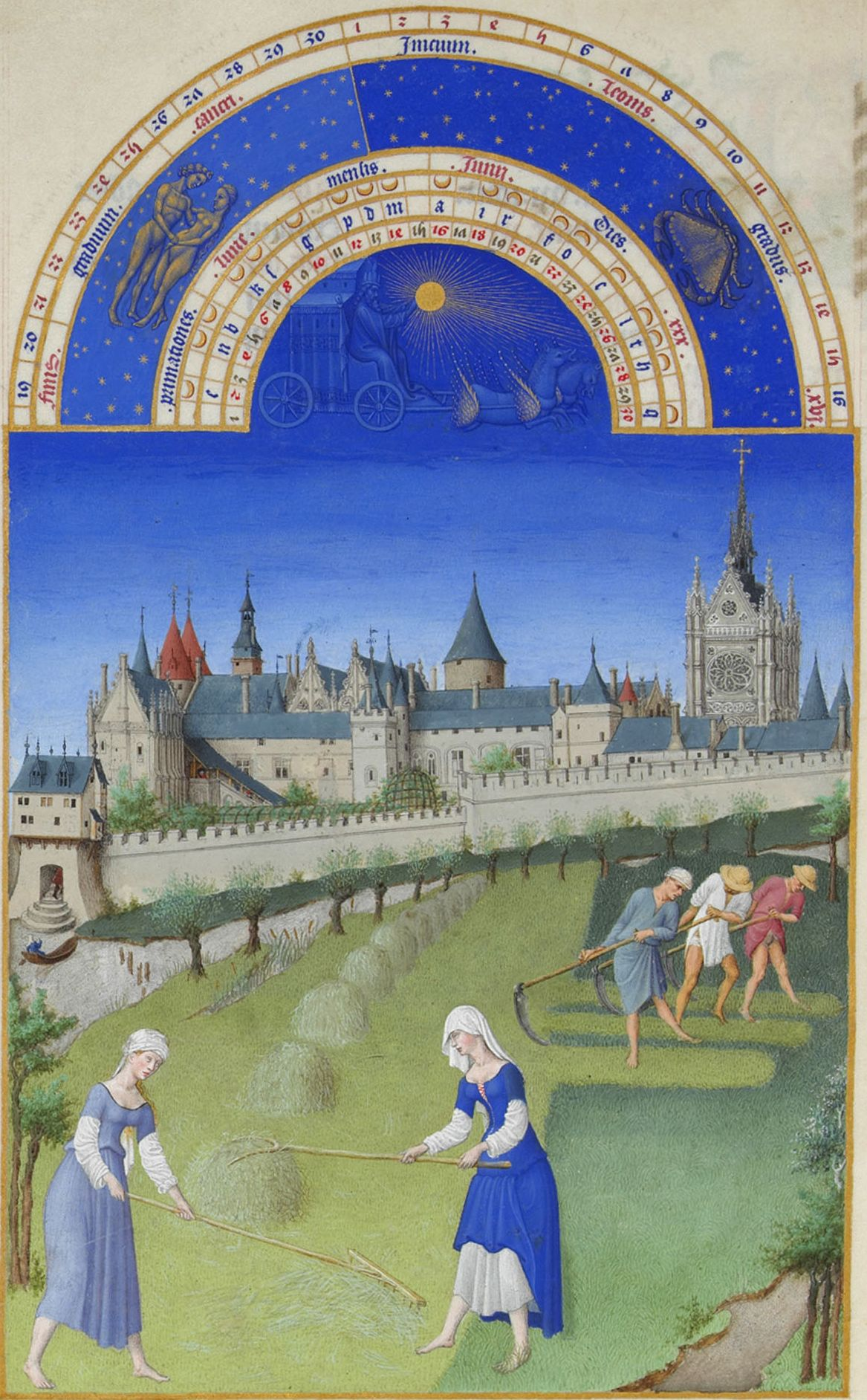
《베리공의 매우 호화로운 기도서》에 실린 그림 (1400년경)
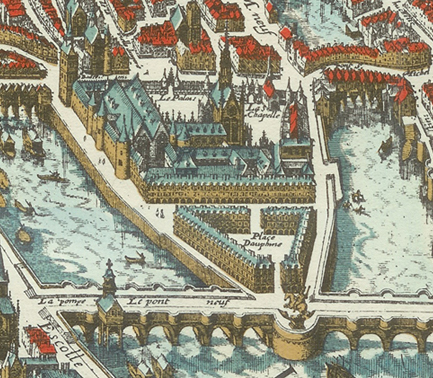
1615년의 생트샤펠과 시테궁

생트샤펠은 루이 9세가 수집한 성유물들을 보관하기 위해 시테섬 왕궁의 안뜰에 지어졌다. 루이 9세가 가진 성유물은 가시관과 에데사의 화상을 비롯해 서른 개쯤 되었다. 루이 9세는 콘스탄티노폴리스의 라틴 제국 황제 보두앵 2세에게 135,000 리브르의 돈을 주고 성유물을 사들였다. 보두앵 2세는 베네치아인들에게 성유물을 저당잡히고 돈을 빌린 상태였다.
도미니코회 수도사 두 명이 베네치아에서 유물을 들고 출발하여 1239년 8월에 파리에 도착했다. 루이 9세는 일주일 동안 유물의 도착을 환영하는 의식을 거행했다. 의식의 말미에는 루이 9세 자신이 맨발의 고해자 차림으로 성유물을 들고 걸었다. 성유물은 크고 화려하게 장식된 은 상자에 보관되었다. '그랑드 샤스'(grande châsse)라 불리는 이 은 상자는 루이 9세가 10만 리브르의 돈을 주고 만들었다.
그에 반해 생트샤펠 전체를 짓고 꾸미는 데에는 4만 리브르밖에 들지 않았다. 생트샤펠이 1248년에 완공되기 전까지 성유물들은 뱅센 성과 생제르맹앙레 성의 성당에 보관되었다. 1246년에는 성십자가의 파편과 성창을 비롯한 유물들이 루이 9세의 수집품에 더해졌다. 1248년 4월 26일에 생트샤펠이 축성되었고 루이 9세의 성유물들은 성대한 의식과 함께 생트샤펠로 옮겨졌다. 곧이어 루이 9세는 제7차 십자군에 출정했다가 적에게 사로잡혀 몸값을 주고 풀려났다.

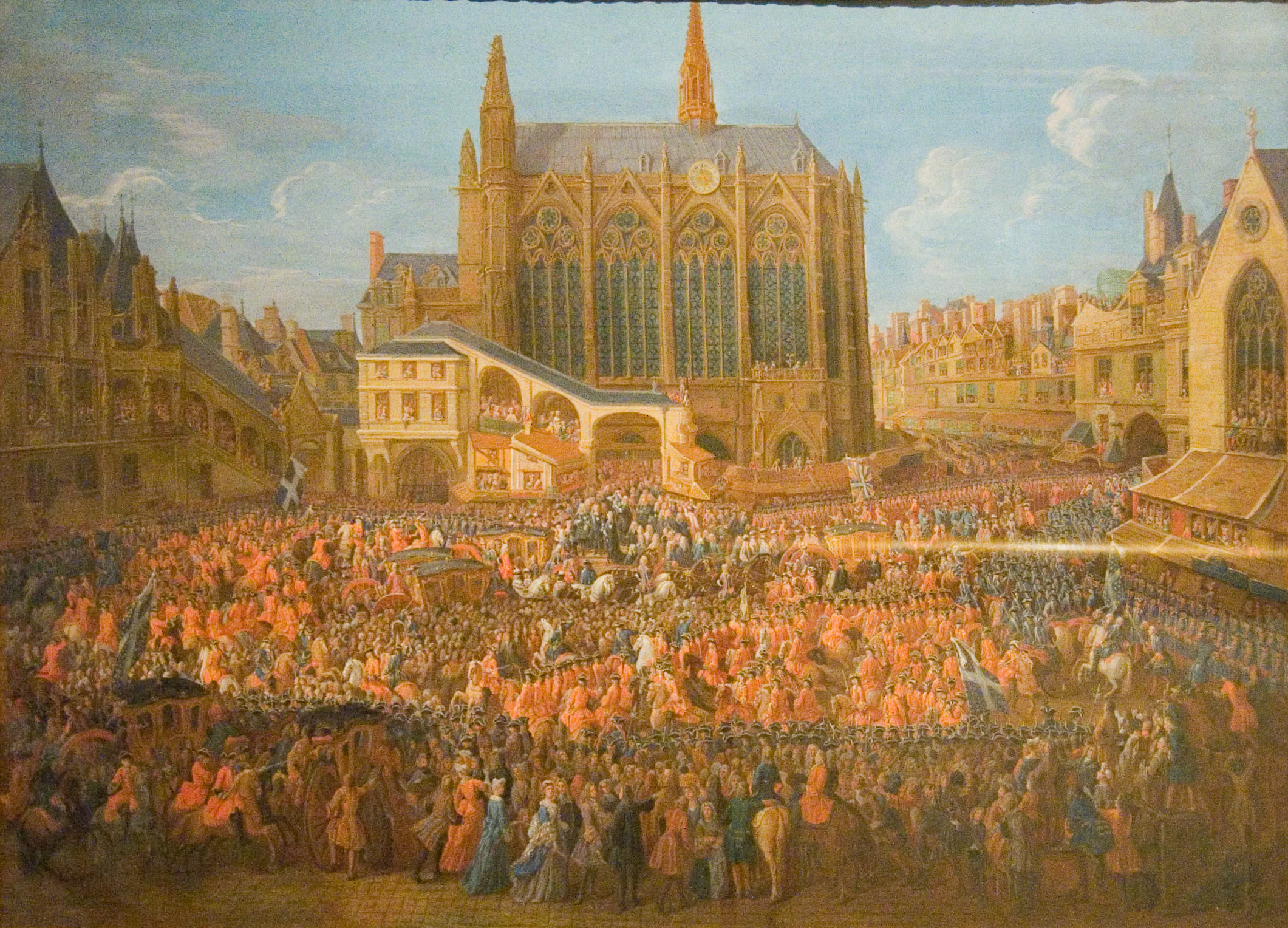
생트샤펠을 배경으로 궁전에서 행사를 집전하는 루이 15세 (1715년)

이후 수백 년 동안 생트샤펠은 크고작은 변화를 겪었다. 생트샤펠 완공 직후 성당의 북쪽에 새로운 2층 건물이 들어섰다. 이 건물은 옛 프랑스 왕가의 기록물을 보관하는 수장고로 쓰이다가 1783년에 팔레 드 쥐스티스를 짓기 위해 헐렸다. 생트샤펠의 북쪽에 세워진 또다른 건물은 제의실 겸 성구 보관실, 그리고 수장고를 지키는 인원의 숙소로 쓰였다. 15세기에는 루이 10세가 남쪽 안뜰에서 생트샤펠 위층으로 올라가는 닫힌 계단을 세웠다. 이 계단은 1630년에 화재로 손상되어 다시 만들어졌다가 헐렸다. 1630년과 1776년에 일어난 화재는 특히 가구에 상당한 손상을 입혔고 1689년에서 1690년으로 넘어가는 겨울의 홍수는 성당 아래층의 벽 칠을 크게 손상시켰다. 이 때문에 원래 아래층에 있던 스테인드글라스를 제거하고 바닥을 높였다. 원래 아래층에 있던 창들은 19세기에 고딕 양식의 창으로 교체되었다.

### 훼손과 복원
생트샤펠은 종교의 상징이자 왕가의 상징이었기 때문에 18세기의 프랑스 대혁명 때 주요한 훼손 대상이 되었다. 성당은 곡물 창고로 쓰였고 건물 외부의 조각상과 왕가의 문장은 부수어졌다. 첨탑도 파괴되었다. 스테인드글라스 중 일부는 깨지거나 다른 곳으로 흩어졌지만 오늘날 남아 있는 스테인드글라스의 2/3 정도는 원래부터 있던 것들이다. 어떤 스테인드글라스는 성당 안의 다른 곳으로 옮겨졌다. 성유물은 여러 곳으로 흩어졌지만 일부는 "생트샤펠의 성유물"이라는 이름으로 살아남아 노트르담 대성당의 수장고에 보관되어 있다. "그랑드 샤스"를 비롯한 많은 성유물함은 금과 은을 얻기 위해 녹였다.

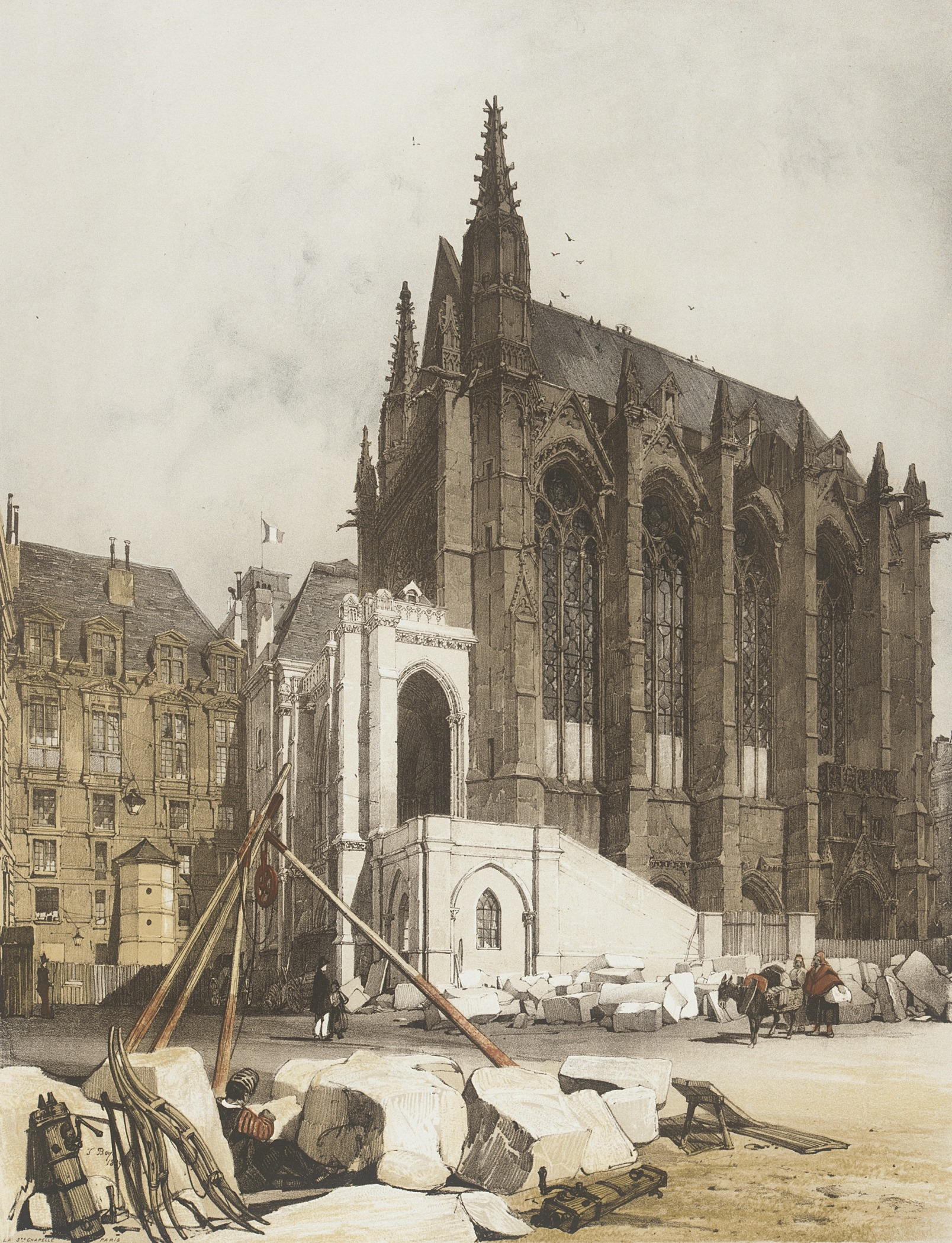
복원 이전의 생트샤펠 (1839년)
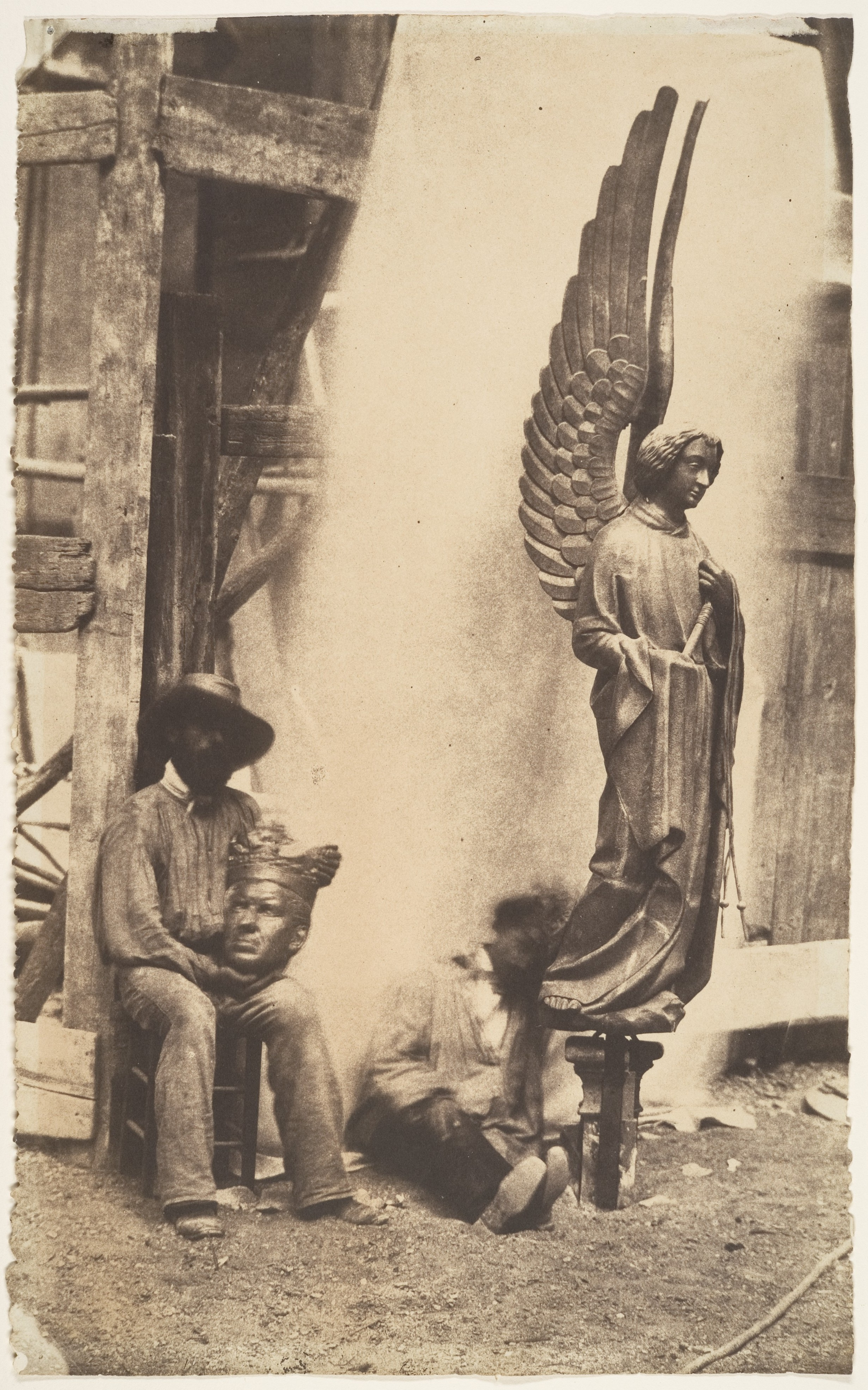
자신이 만든 수난의 대천사 조각상 옆에서 다른 조각상의 머리를 들고 있는 조각가 아돌프빅토르 조프루아드숌 (1847년)
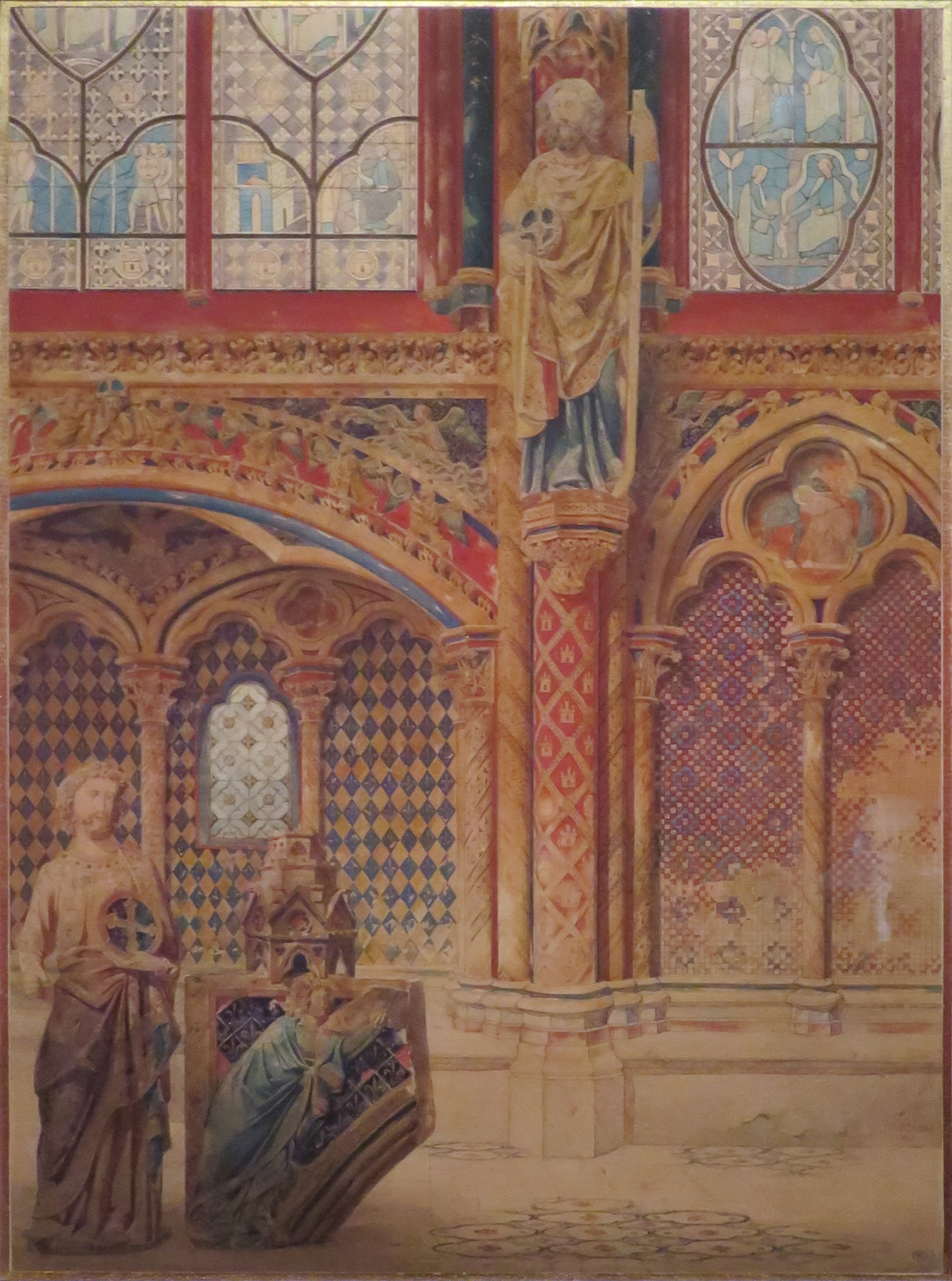
복원가들을 돕기 위해 펠릭스 뒤방이 그린 수채화 (1847년)
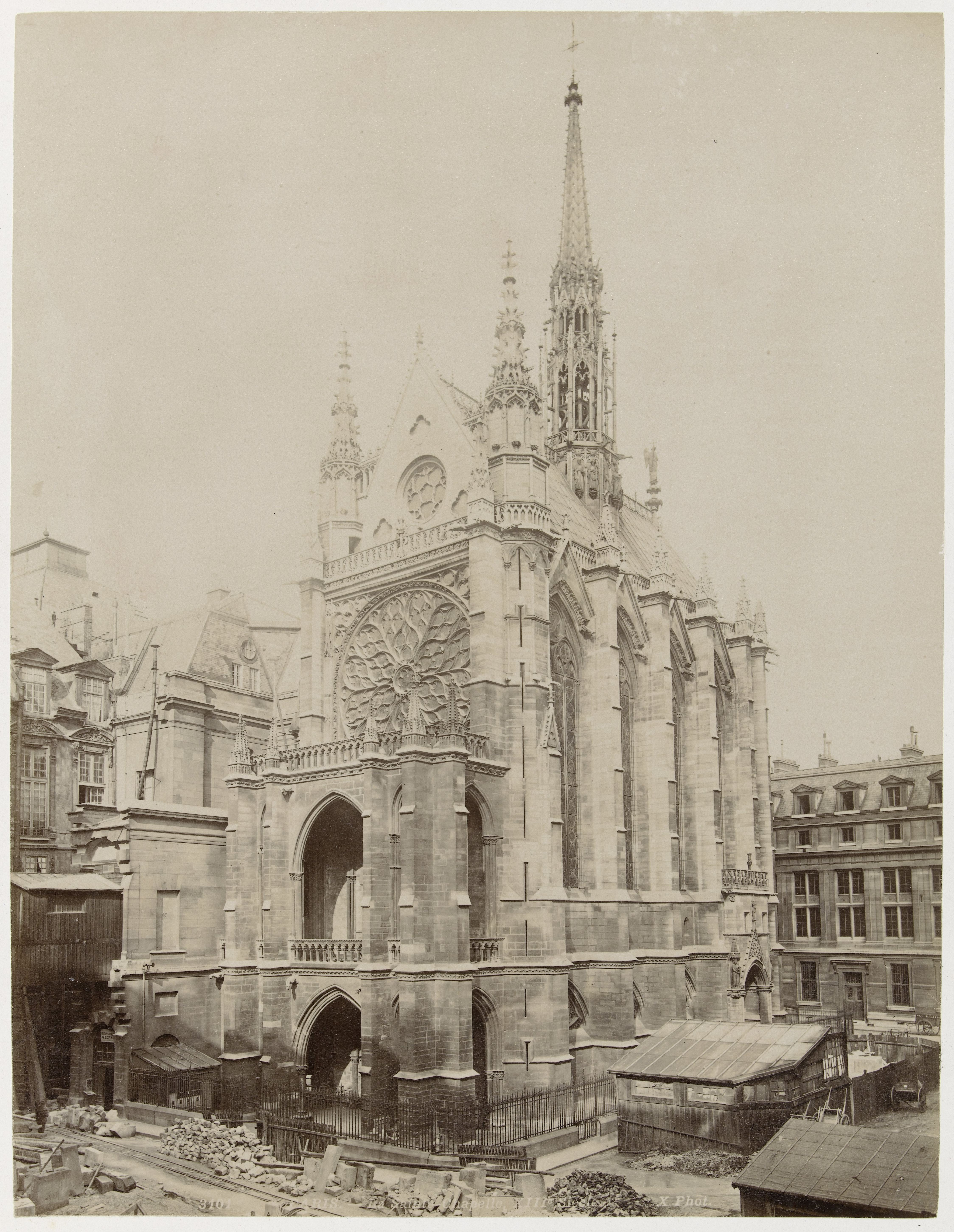
복원 중인 생트샤펠 (1841–1867년)
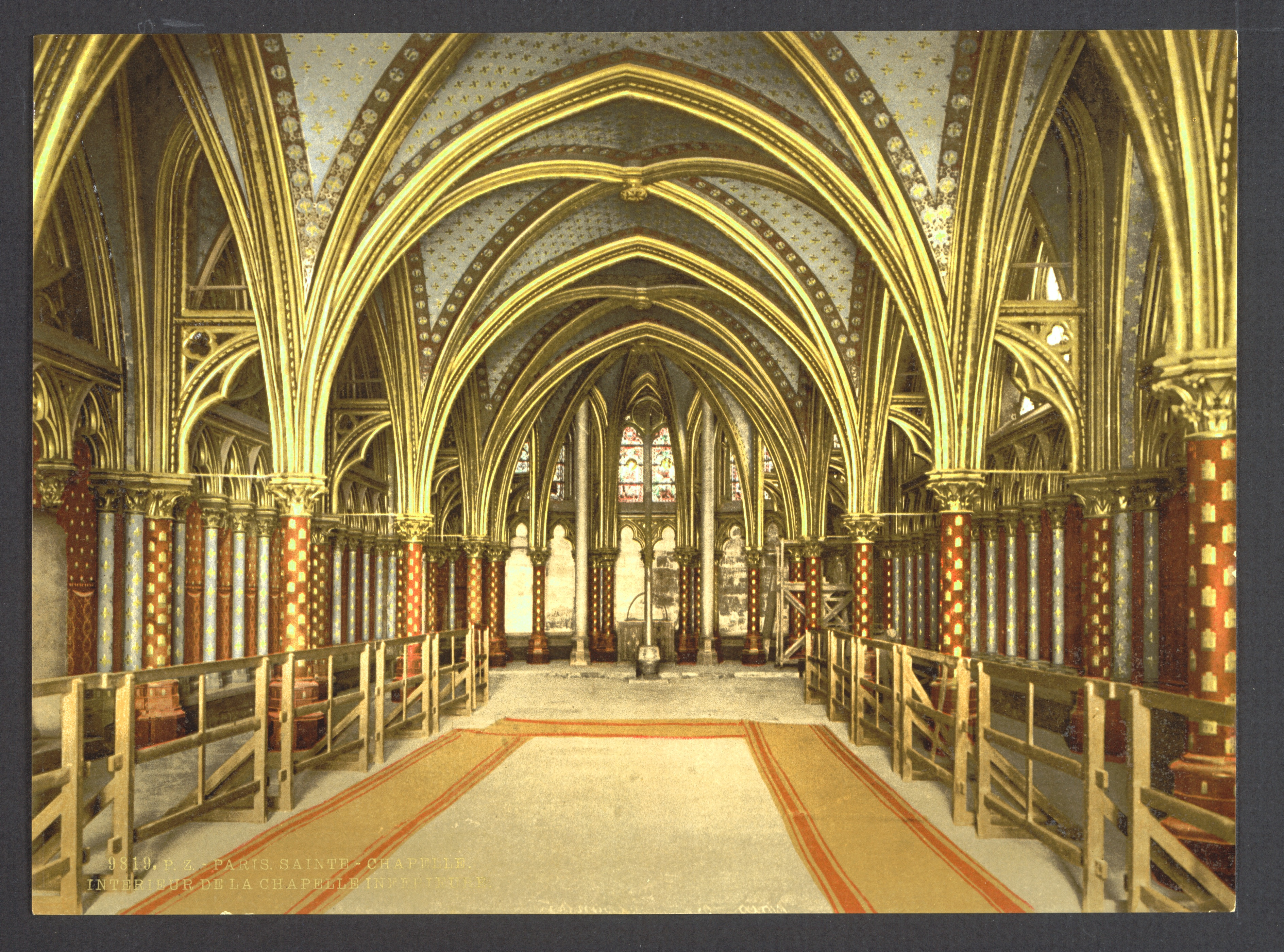
성당 아래층 (1900-1905년)
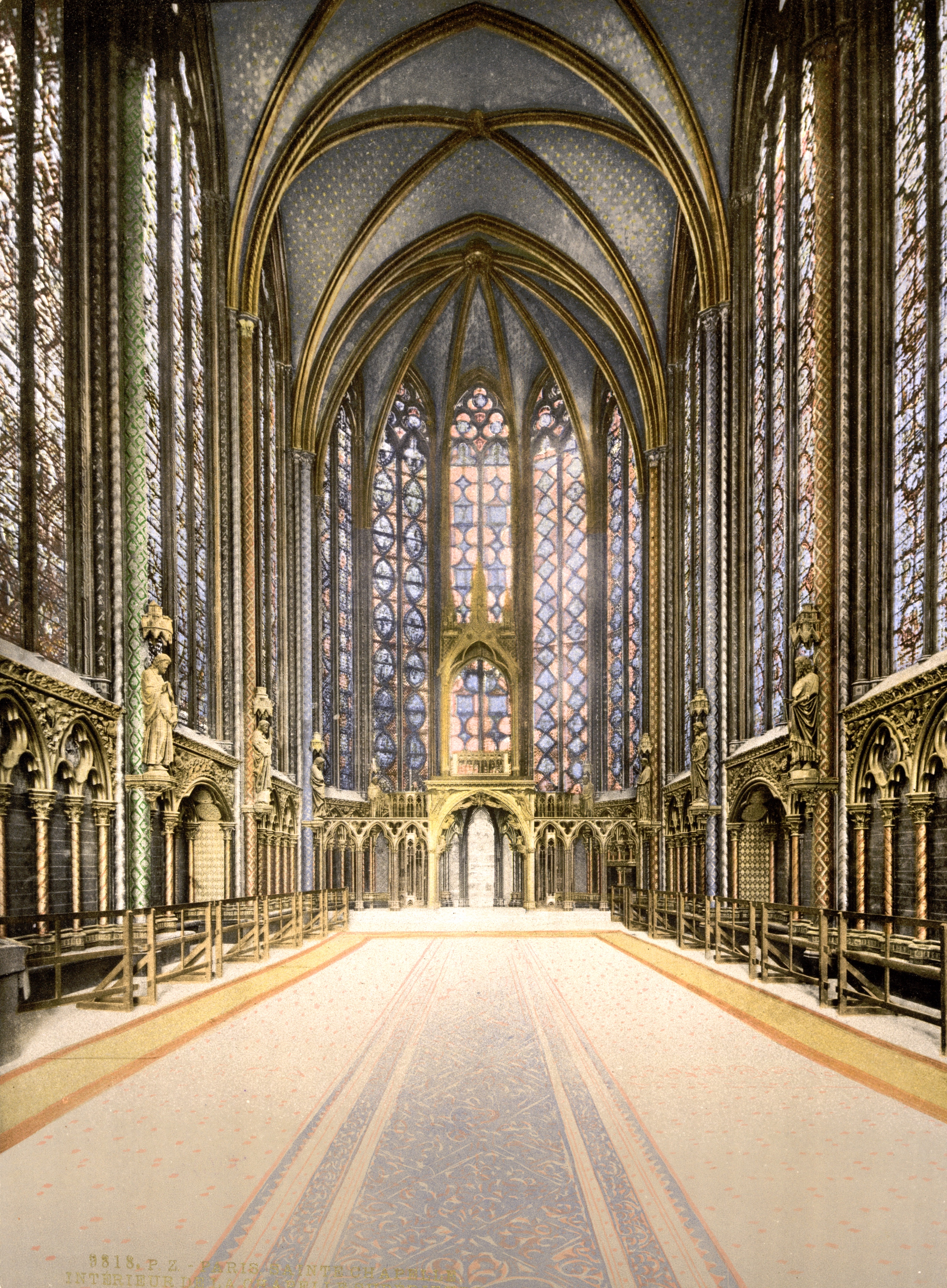
성당 위층 (1890-1900년)

1803년부터 1837년까지 생트샤펠 위층은 이웃한 팔레 드 쥐스티스의 기록 보관소로 쓰였다. 문서 작업 중 빛이 더 잘 들도록 스테인드글라스의 아래쪽 2미터가 제거되었다. 이 유리 중 일부는 다른 창문의 깨진 유리를 대체하는 데 쓰였고 일부는 시장에 팔렸다. 1835년부터 일군의 학자, 고고학자, 작가들이 생트샤펠을 보존하고 중세의 원래 모습으로 복원할 것을 요구하기 시작했다. 1840년 루이 필리프 1세 치하에서 오랜 복원 작업이 시작되었다. 복원 작업은 처음에 건축가 펠릭스 뒤방(Félix Duban)이 지휘했고 이후 장바티스트 라쉬(Jean-Baptiste Lassus)와 에밀 뵈스빌발드(Émile Boeswillwald)가 젊은 외젠 비올레르뒤크(Eugène Viollet-le-Duc)의 도움을 받아 지휘하였다. 작업은 28년 동안 이어졌고 한 세대의 고고학자들과 복원가들에게 훈련의 장이 되었다. 복원은 생트샤펠의 원래 모습을 묘사한 글과 그림에 충실하게 진행되었다.
이와 병행해서 스테인드글라스 복원 작업이 1846년부터 1855년까지 진행되었다. 작업을 주도한 것은 유리 공예가 앙투안 뤼송(Antoine Lusson)과 마레샬 드메츠(Maréchal de Metz), 루이 스테넬(Louis Steinheil)이었다. 생트샤펠의 스테인드글라스 중 1/3 정도는 원래부터 있던 것이 아니라 나중에 추가된 것이었는데, 이를 제거하고 다른 중세 건물에서 가져온 유리나 원래의 고딕 양식에 맞게 새로 만든 유리로 교체하였다. 원래의 유리 패널 중 열여덟 개는 현재 파리의 클뤼니 박물관에 전시되어 있다.
제2차 세계대전 중에는 스테인드글라스를 떼어내서 안전한 곳에 보관했다. 1945년에는 먼지가 묻거나 폭격으로 흠집이 나는 것을 방지하기 위해 유리에 광택제를 입혔다. 광택제는 시간이 지날수록 색이 어두워져서, 이미 흐릿해져 가던 스테인드글라스의 그림을 더 알아보기 힘들게 했다. 2007년에는 포괄적인 복원 계획이 시작되어 이후 7년간 진행되었다. 모든 스테인드글라스를 깨끗하게 하고, 건물 전면부의 석조를 깨끗하게 하고, 일부 조각상을 복원하는 데 대략 1000만 유로가 들었다. 예산의 절반은 기부로 충당했고, 나머지 절반은 빌룸 재단이 부담했다. 이 복원 과정에서는 스테인드글라스를 보호하기 위해 스테인드글라스 바깥쪽에 열성형 유리 층을 덧입히는 혁신적인 기술이 사용되었다. 서쪽의 화려한 장미창을 복원하는 작업은 2015년에 루이 9세 탄생 800주년 기념일에 맞추어 완료되었다.

## 연표
- 1239 - 루이 9세가 가시관을 구입하다.
- 1241 - 가시관과 다른 성유물이 파리에 도착하다.
- 1242-44 - 생트샤펠 공사가 시작되다.
- 1248 – 생트샤펠이 완공되고 축성되다.
- 1264-1267 - 성유물을 놓을 상좌(上座)를 설치하다.
- 1383 - 첫 번째 첨탑이 다시 지어지다.
- 15세기 말 - 루이 11세가 외부 계단을 설치하다.
- 1460년경 - 14세기의 첨탑이 교체되다.
- 1485-1498 - 서쪽 장미창이 설치되다.
- 1630 - 화재로 첨탑과 외부 계단이 손상되다.
- 1690 - 홍수로 성당 아래층이 손상되고 원래 아래층에 있던 스테인드글라스가 치워지다.
- 1793 - 혁명군이 성당 문과 왕실 문장을 부수다. 성당이 종교적으로 쓰이지 않게 되고 첨탑이 파괴되다.
- 1803-1837 - 성당이 법무부 문서 보관실이 되다.
- 1805 - 성유물이 노트르담 대성당으로 옮겨지다.
- 1840-48 - 성당이 대대적으로 복원되고 장식되다.
- 1846-55 - 스테인드글라스 창이 복원되고 새로 만들어지다.
- 1853-55 - 현재의 첨탑이 세워지다.
- 1862- 성당이 역사적 건물로 지정되다.[15]

## 외부

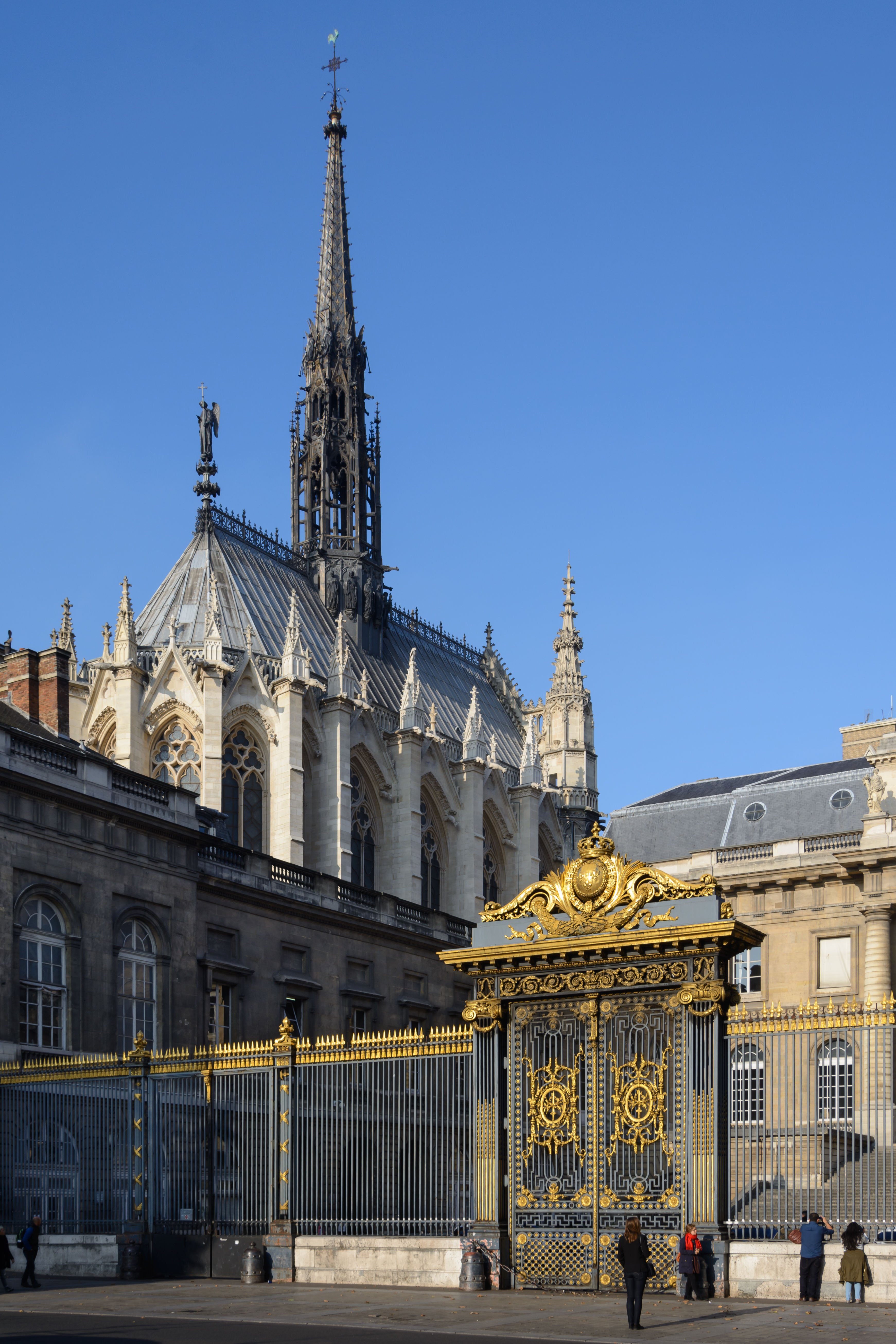
서쪽에서 바라본 생트샤펠
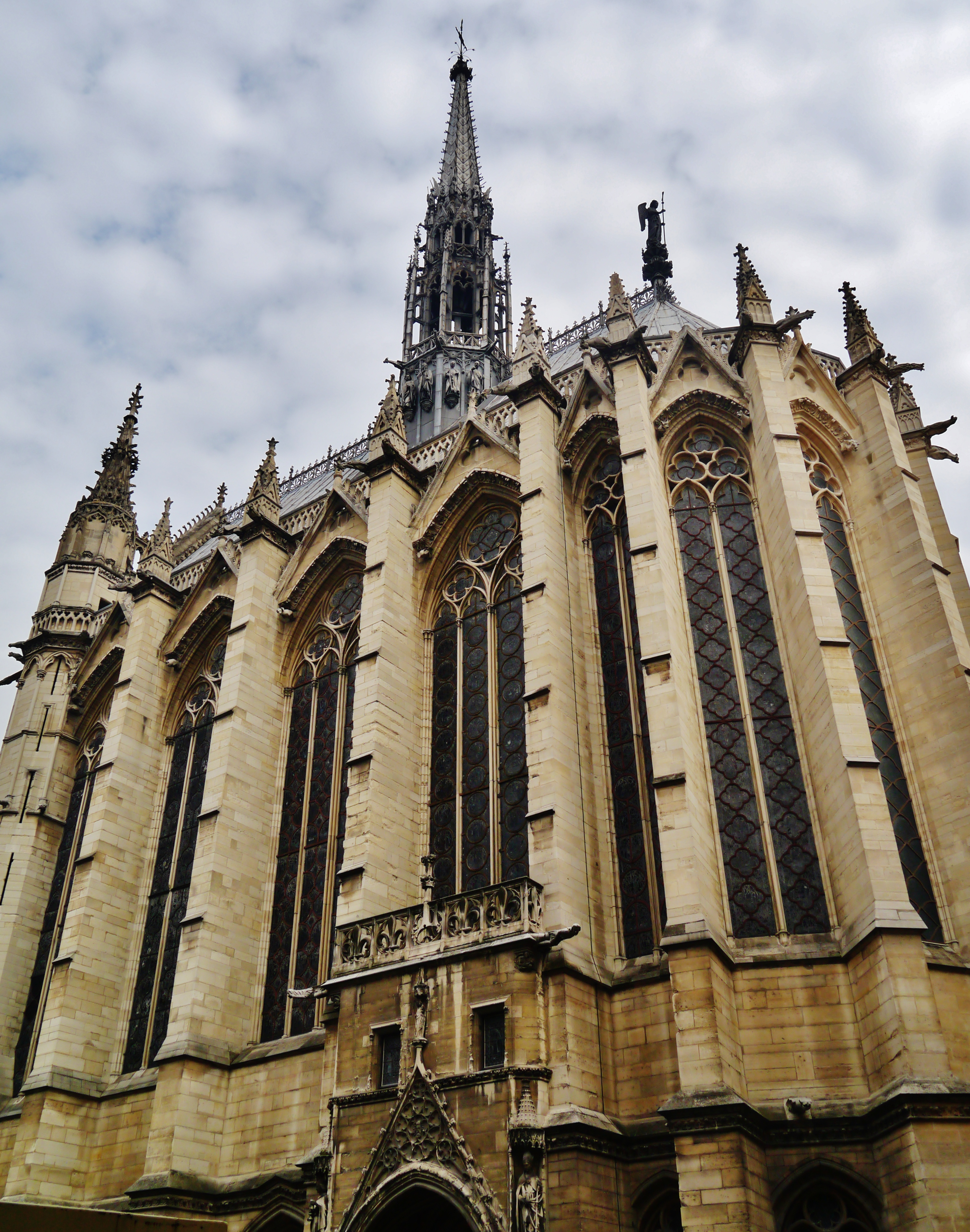
생트샤펠의 남쪽. 큰 창문을 내기 위해 위쪽 벽은 부벽과 철심으로 보강되었다.
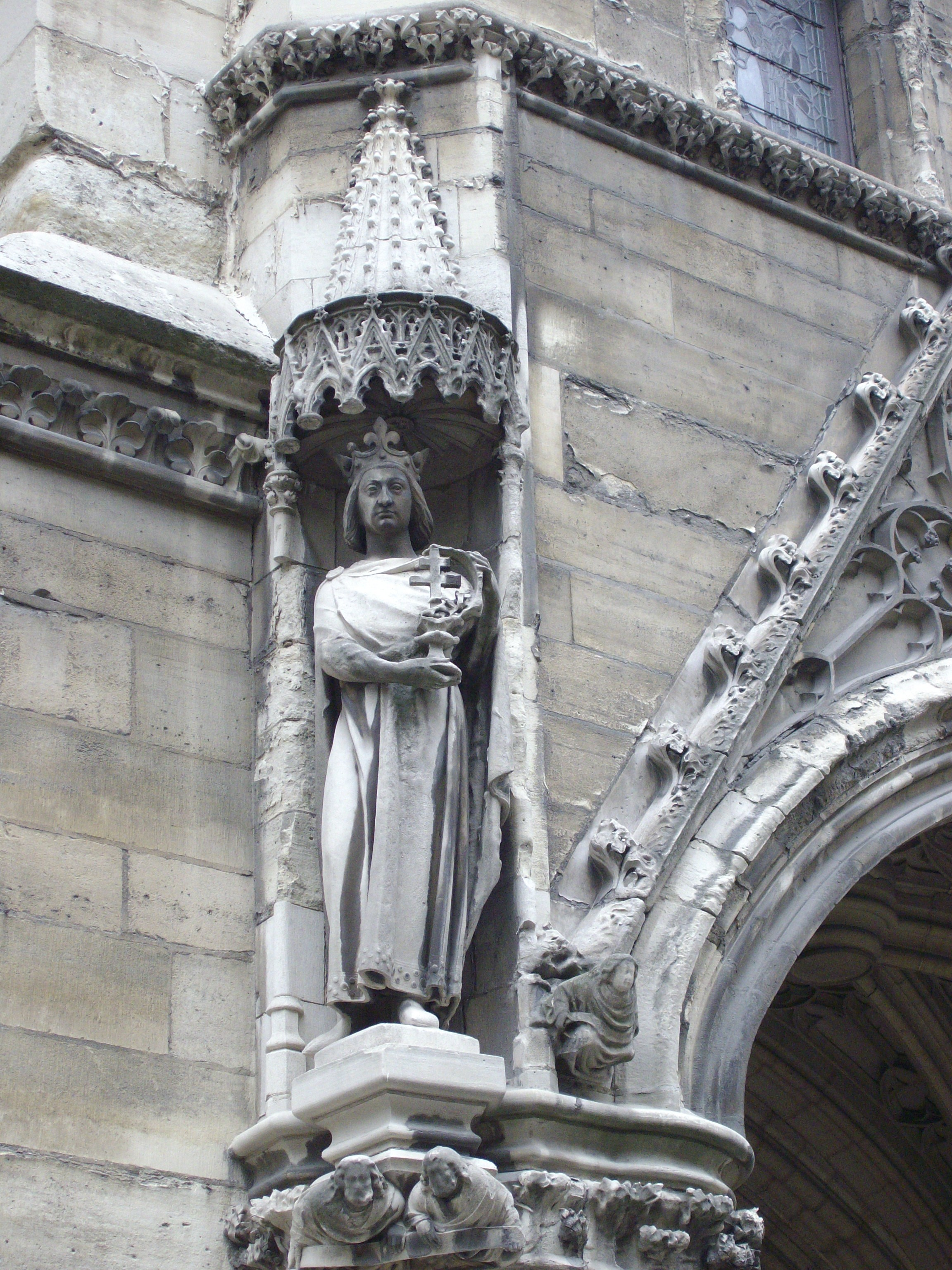
성십자가 조각을 들고 있는 루이 9세
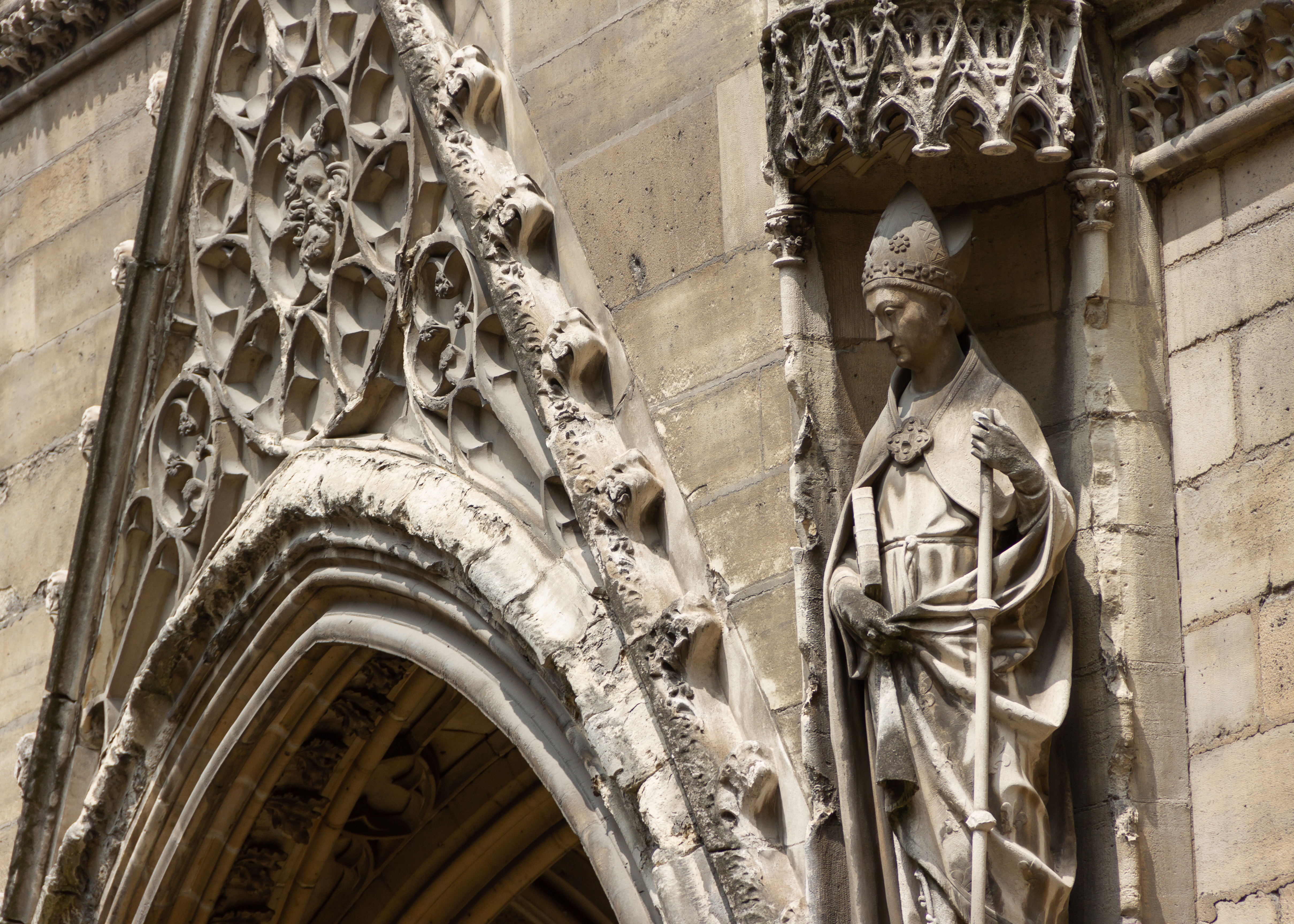
남쪽 파사드

당대에 왕궁 안뜰에 들어서면 오른쪽에는 웅장한 계단이, 왼쪽에는 생트샤펠의 북쪽 면과 동쪽의 반원형으로 튀어나온 후진(後陣, apse)이 보였을 것이다. 성당의 외관은 레요낭 양식의 전형적인 특징을 보이는데, 꼭대기에 작은 뾰족탑을 올린 깊은 부벽, 지붕선을 따라 덩굴무늬 장식을 새긴 박공, 바 트레이서리(bar tracery)로 나누어진 커다란 창문 등이 이에 해당한다. 위층과 아래층의 구분은 돌림띠를 통해 건물 바깥쪽에도 분명하게 드러난다. 아래층 벽에는 독특한 뢸로 삼각형 모양의 창문이 나 있다. 이런저런 장식이 되어 있기는 하지만 생트샤펠의 외관은 비교적 단순하고 소박하며 커다란 조각상이나 버팀도리가 없다. 이는 건물 내부의 화려함과 대비된다.
생트샤펠을 설계한 건축가의 이름은 기록에 남아 있지 않다. 19세기에는 중세 파리의 수많은 건물을 지은 석공인 피에르 드 몽트뢰유가 생트샤펠을 설계했다고 생각하기도 했다. 그는 생드니 대성당의 개축을 맡았고 노트르담 대성당의 남쪽 파사드를 완성시킨 사람이기도 하다. 그러나 오늘날 학계에서는 이를 부정하고 장 드 셸(Jean de Chelles) 또는 토마 드 코르몽(Thomas de Cormont)이 생트샤펠을 설계했다고 추정한다.

### 서쪽 전면부

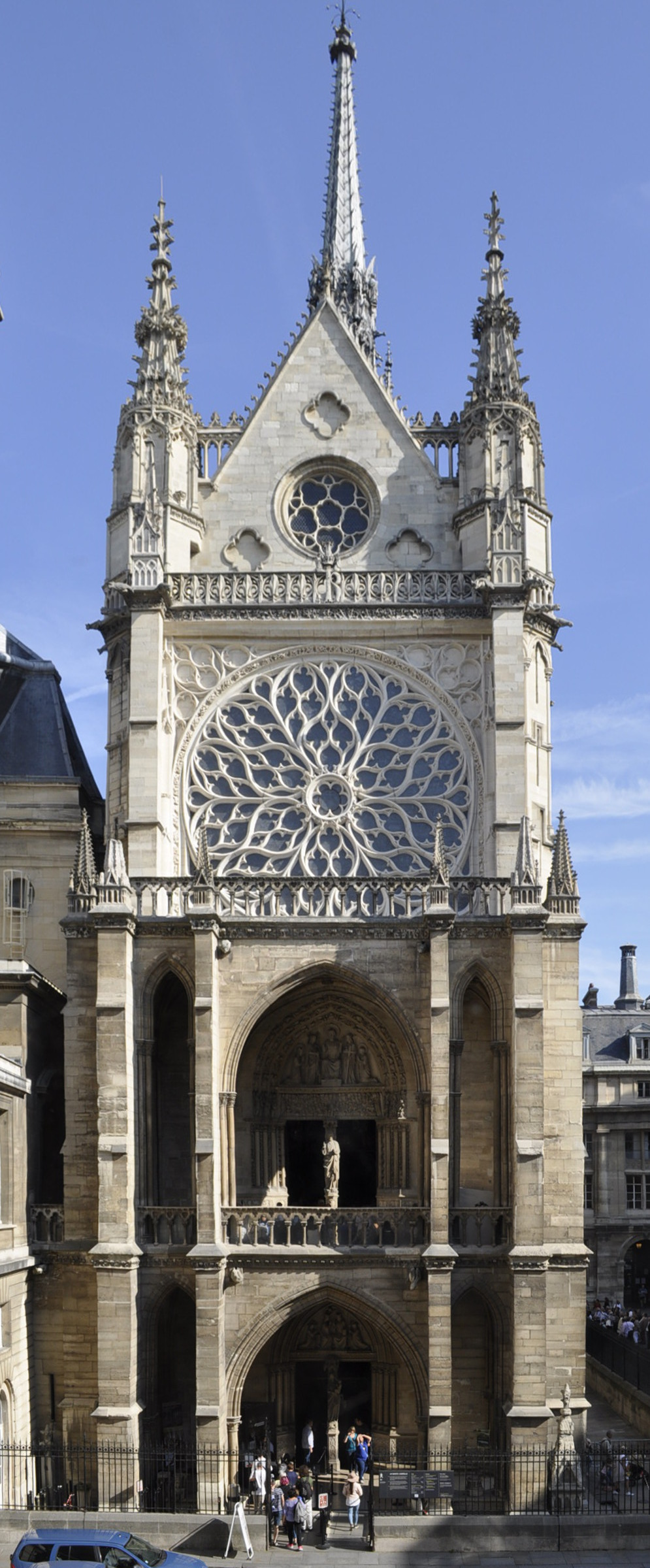
장미창이 있는 서쪽 전면부
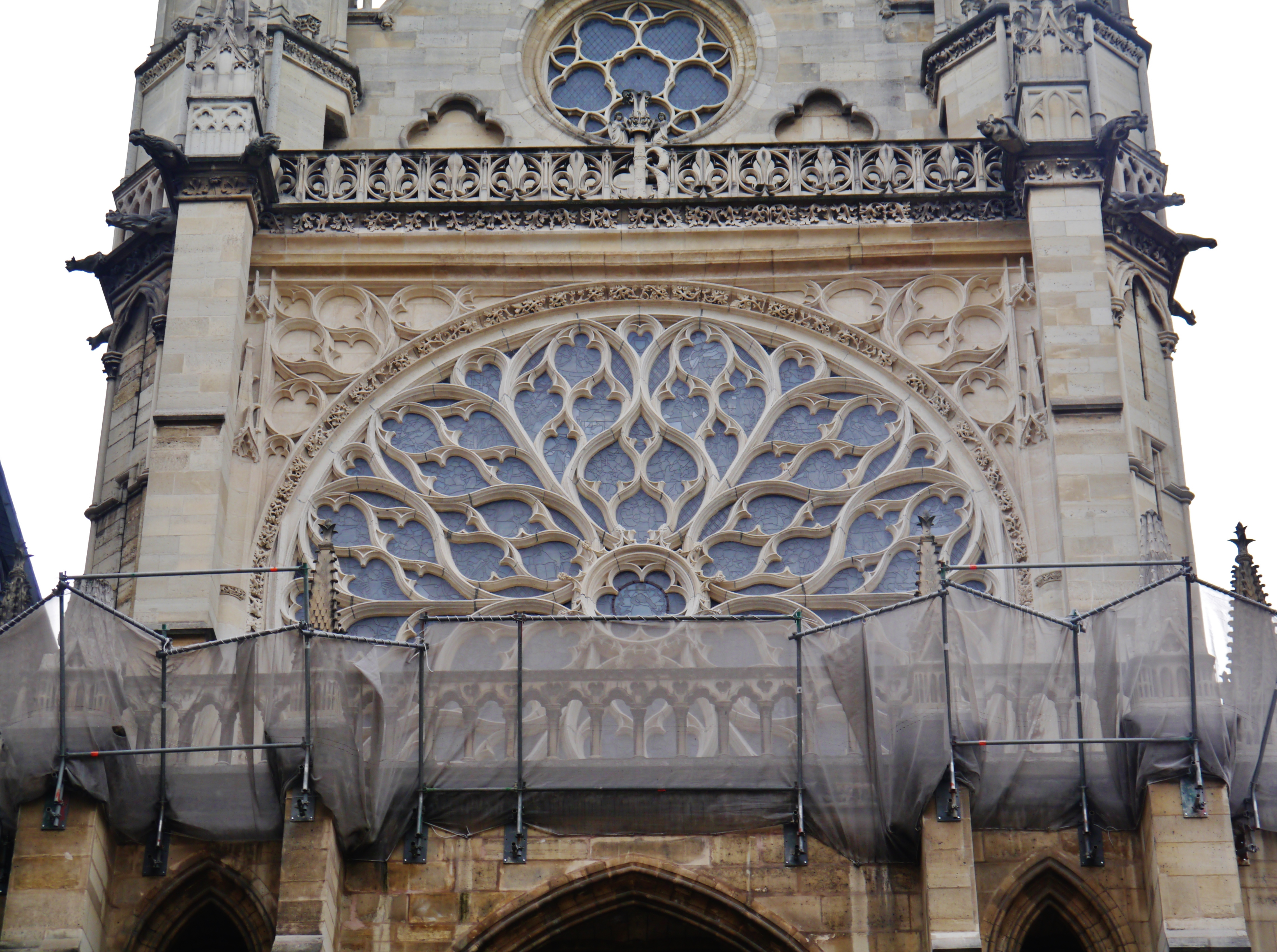
장미창의 확대 사진
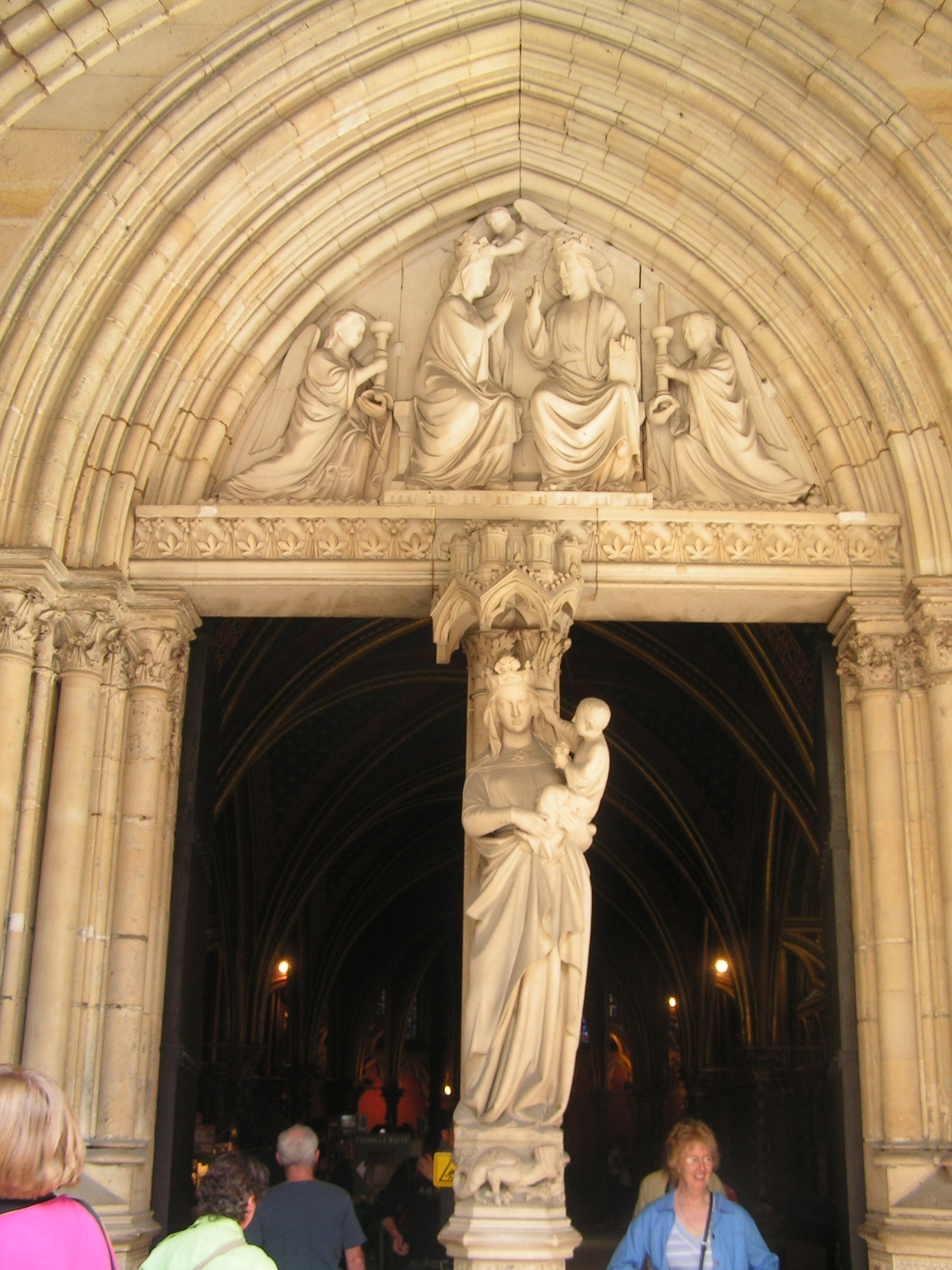
아래층 성당의 문
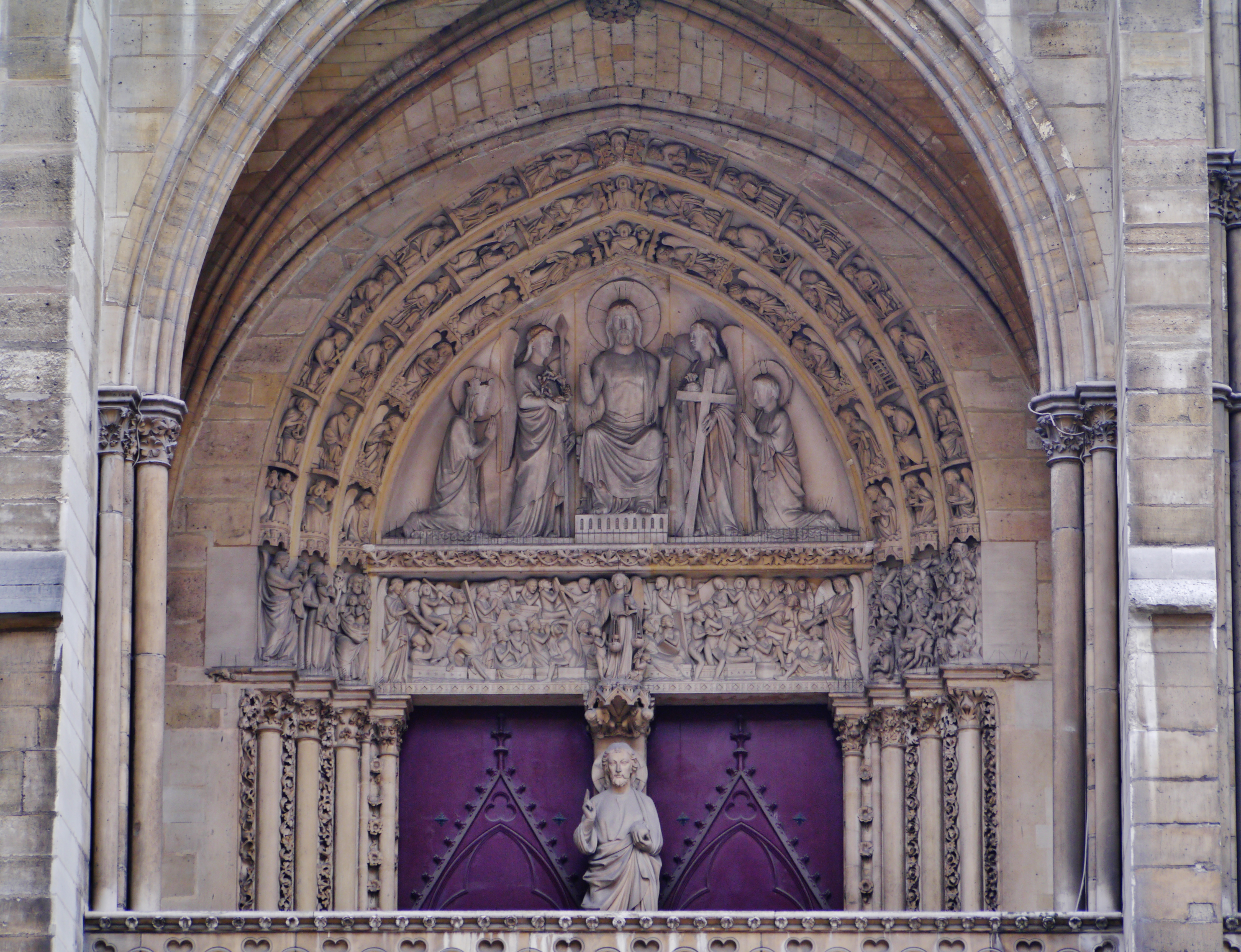
위층 성당의 문
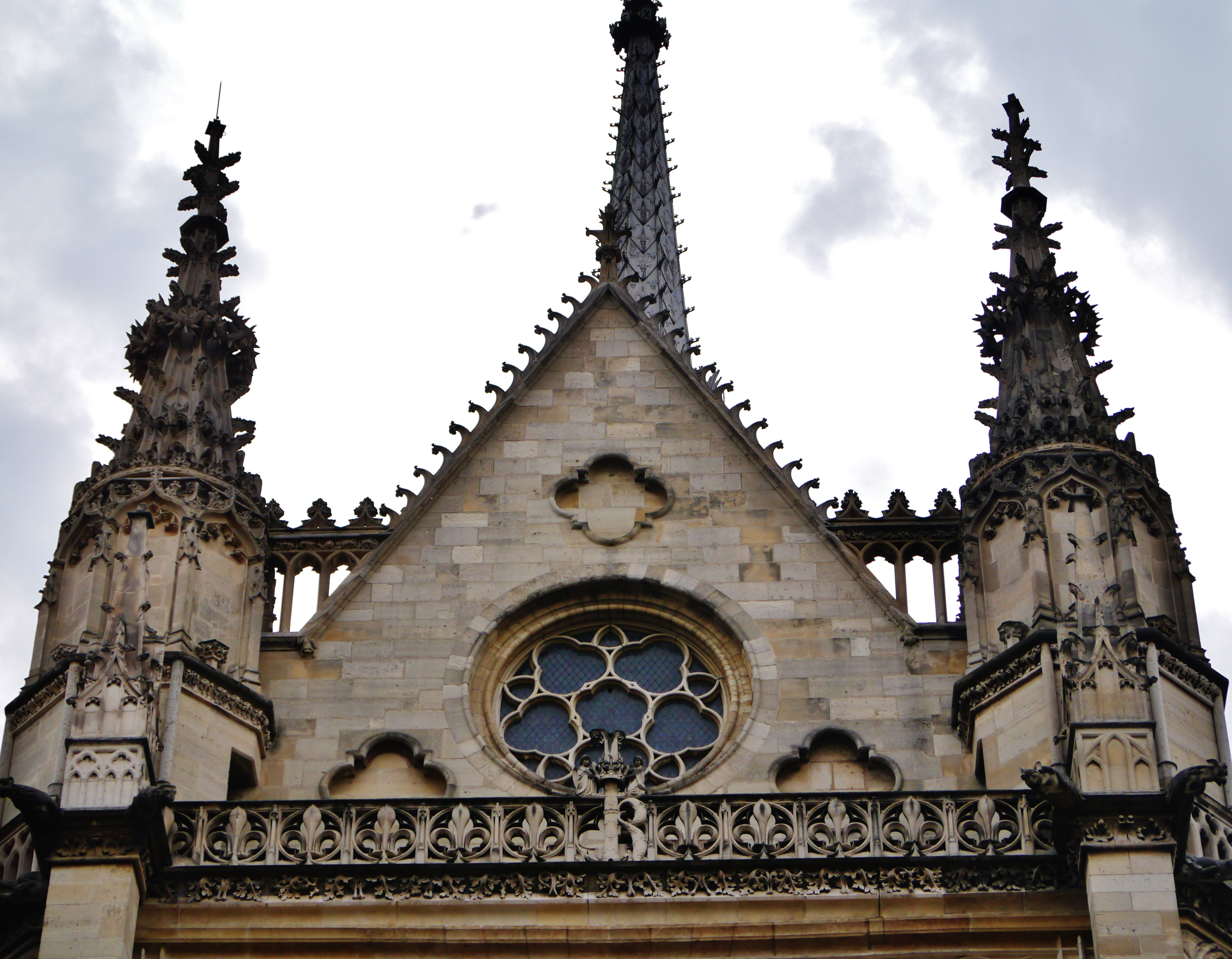
서쪽 전면부의 박공

### 첨탑

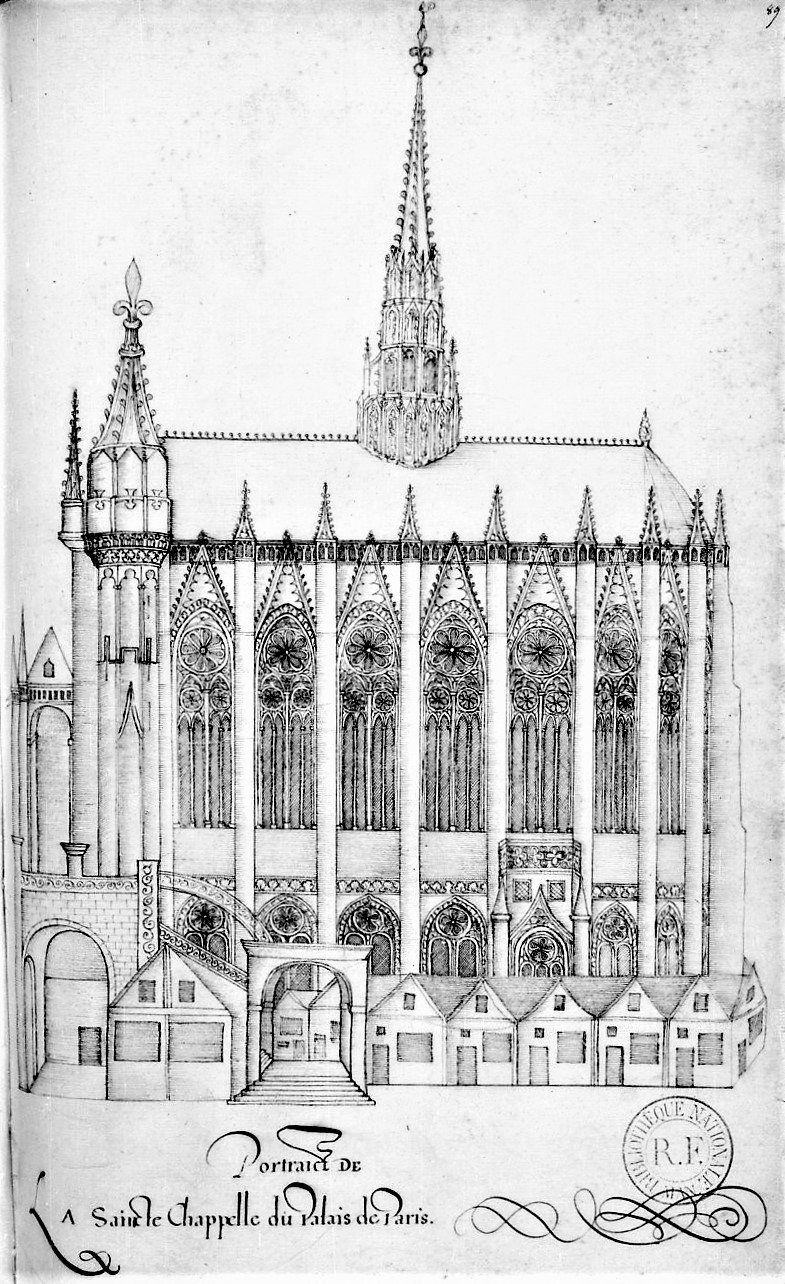
16세기의 첨탑
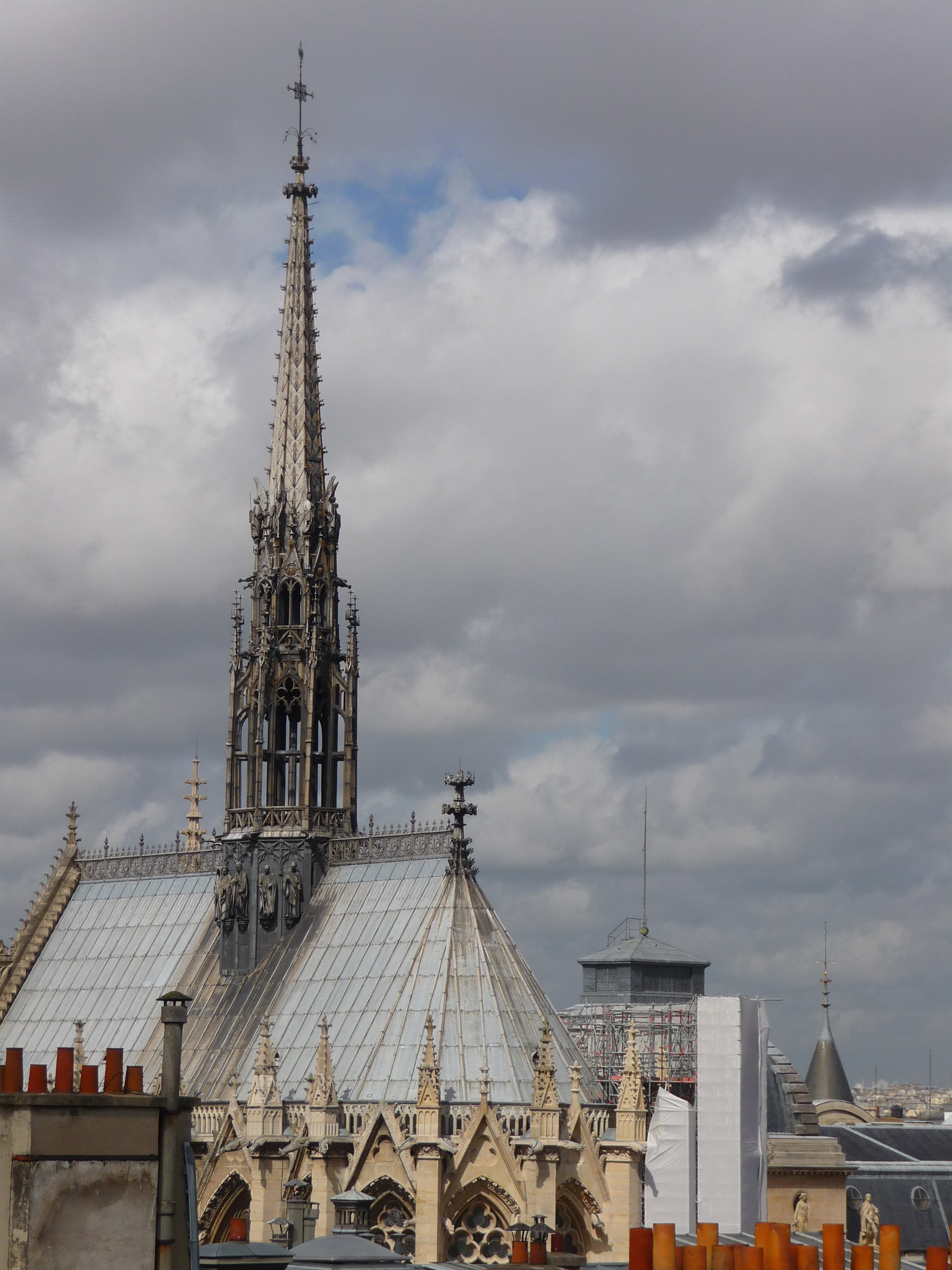
19세기의 첨탑
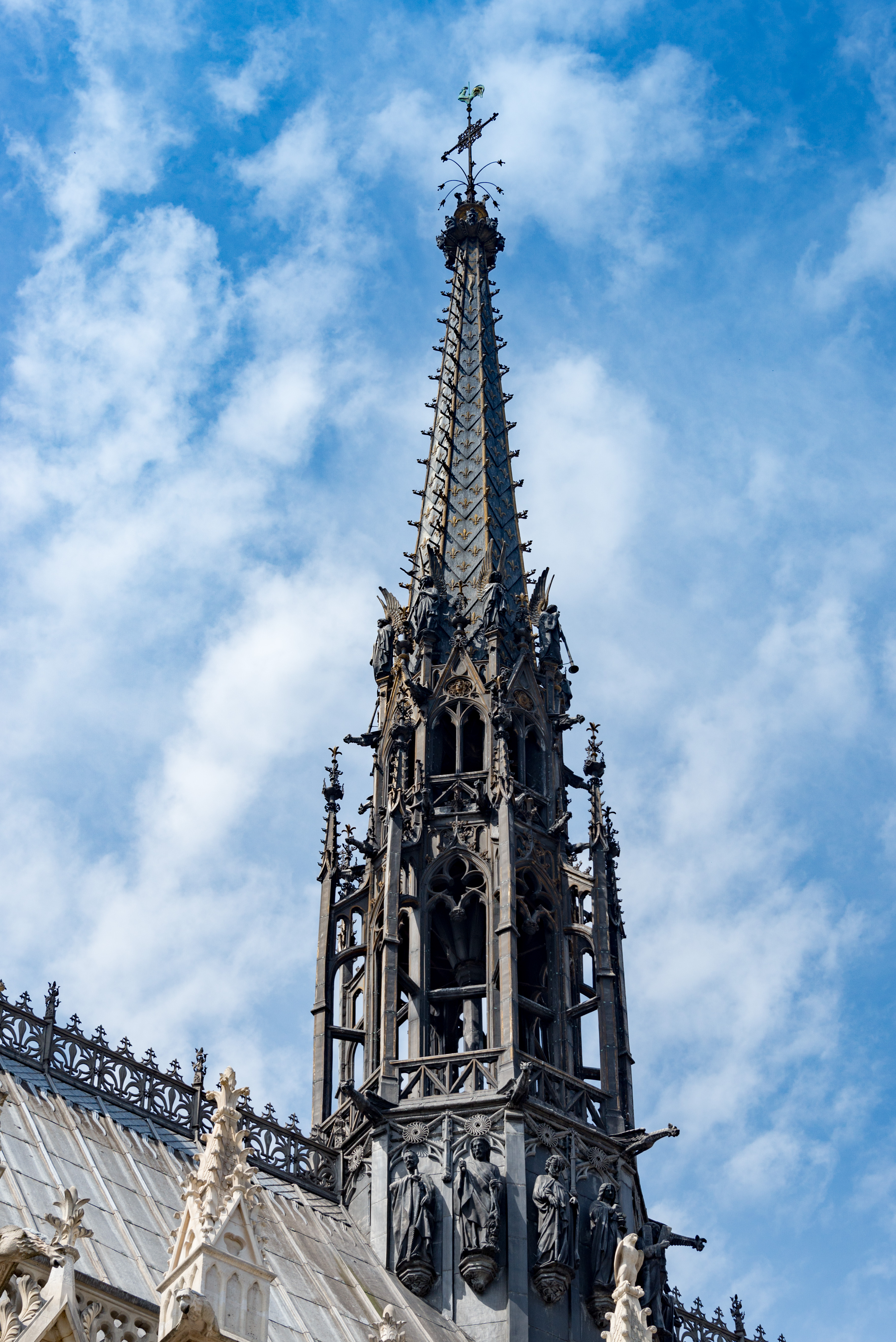
첨탑의 확대 사진

## 내부

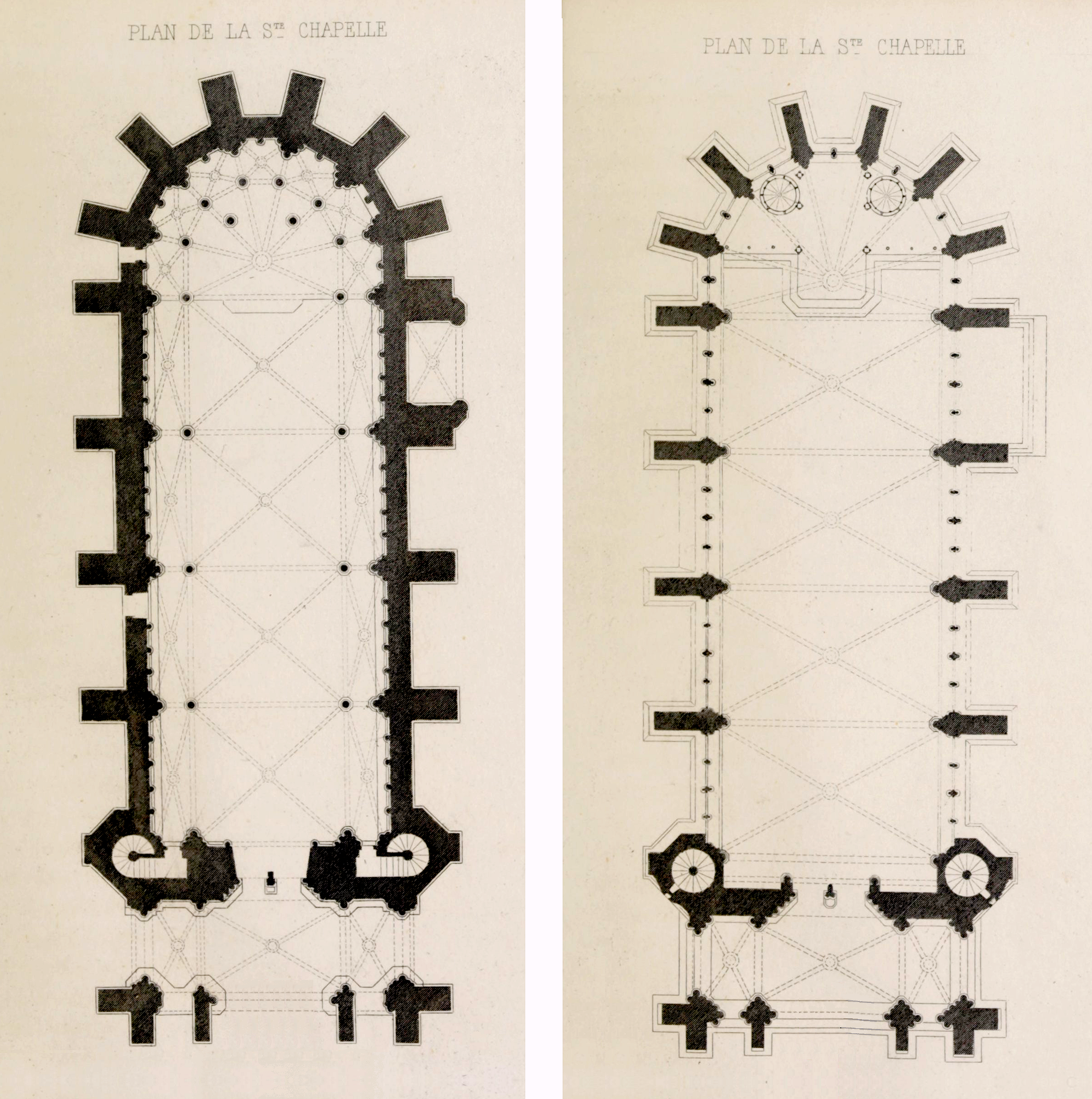
생트샤펠 아래층(왼쪽)과 위층(오른쪽)의 평면도

### 아래층

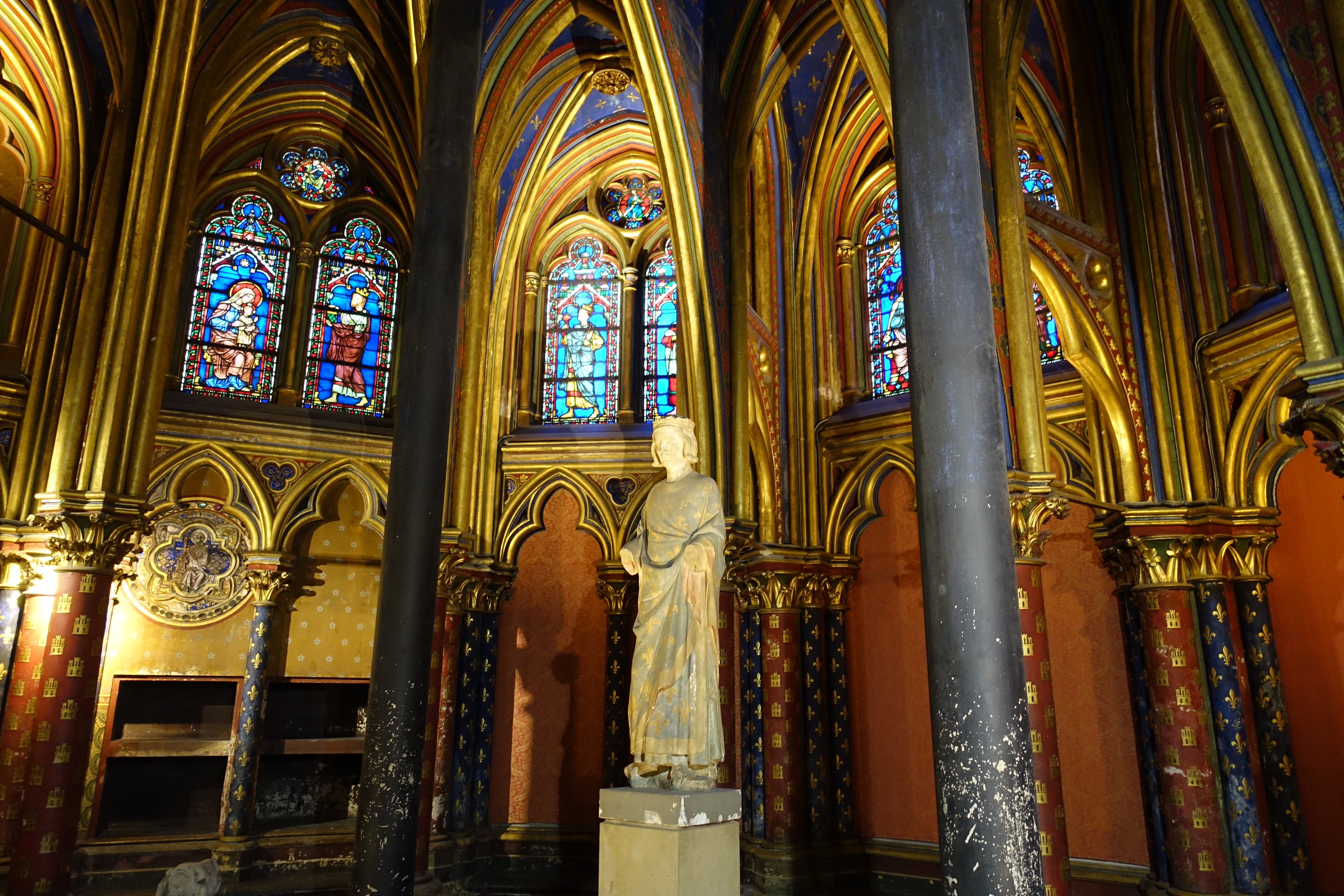
아래층 성당의 루이 9세 조각상
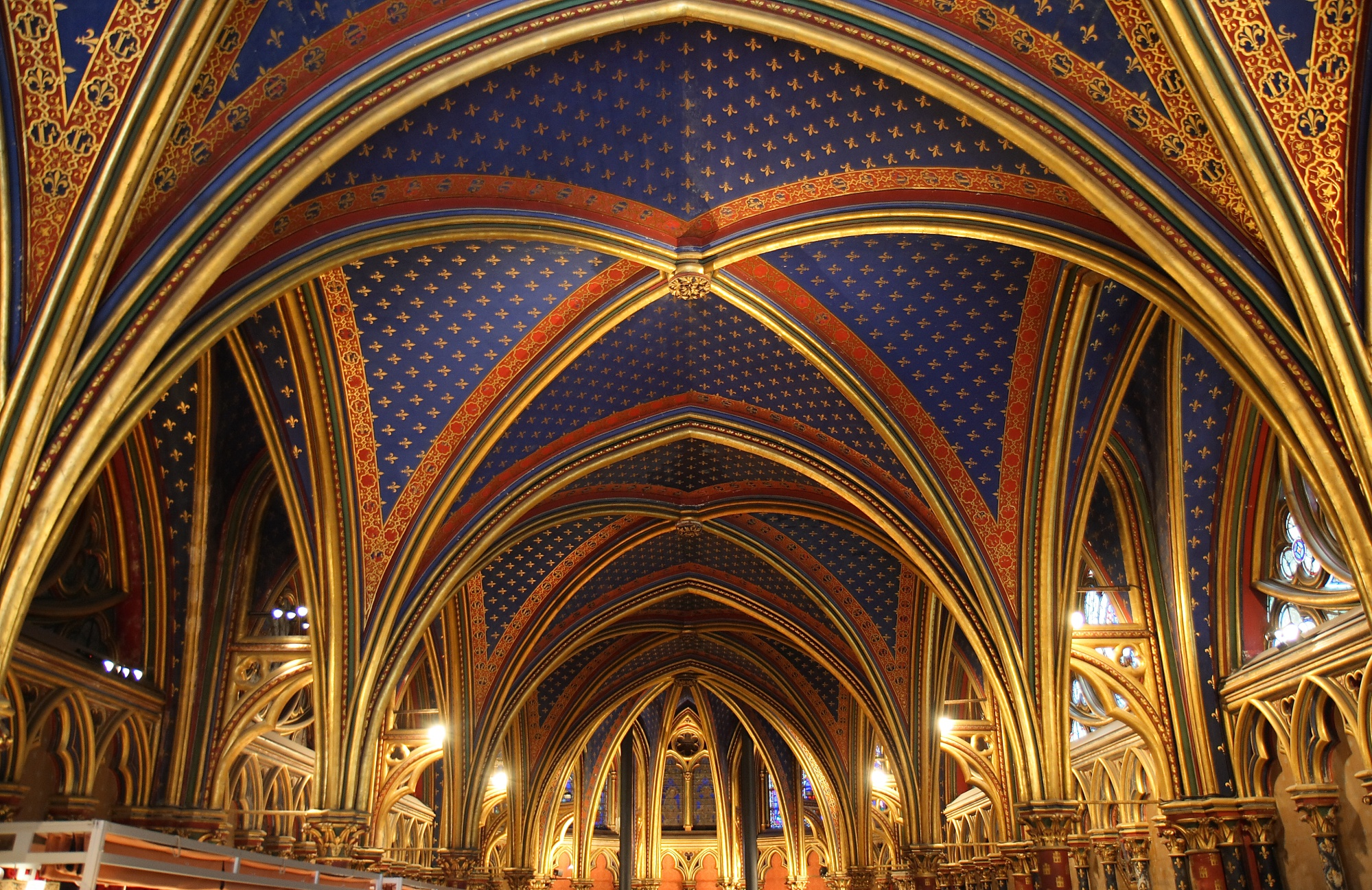
아래층 성당의 천장. 도금된 작은 버팀도리가 아치를 지탱한다.
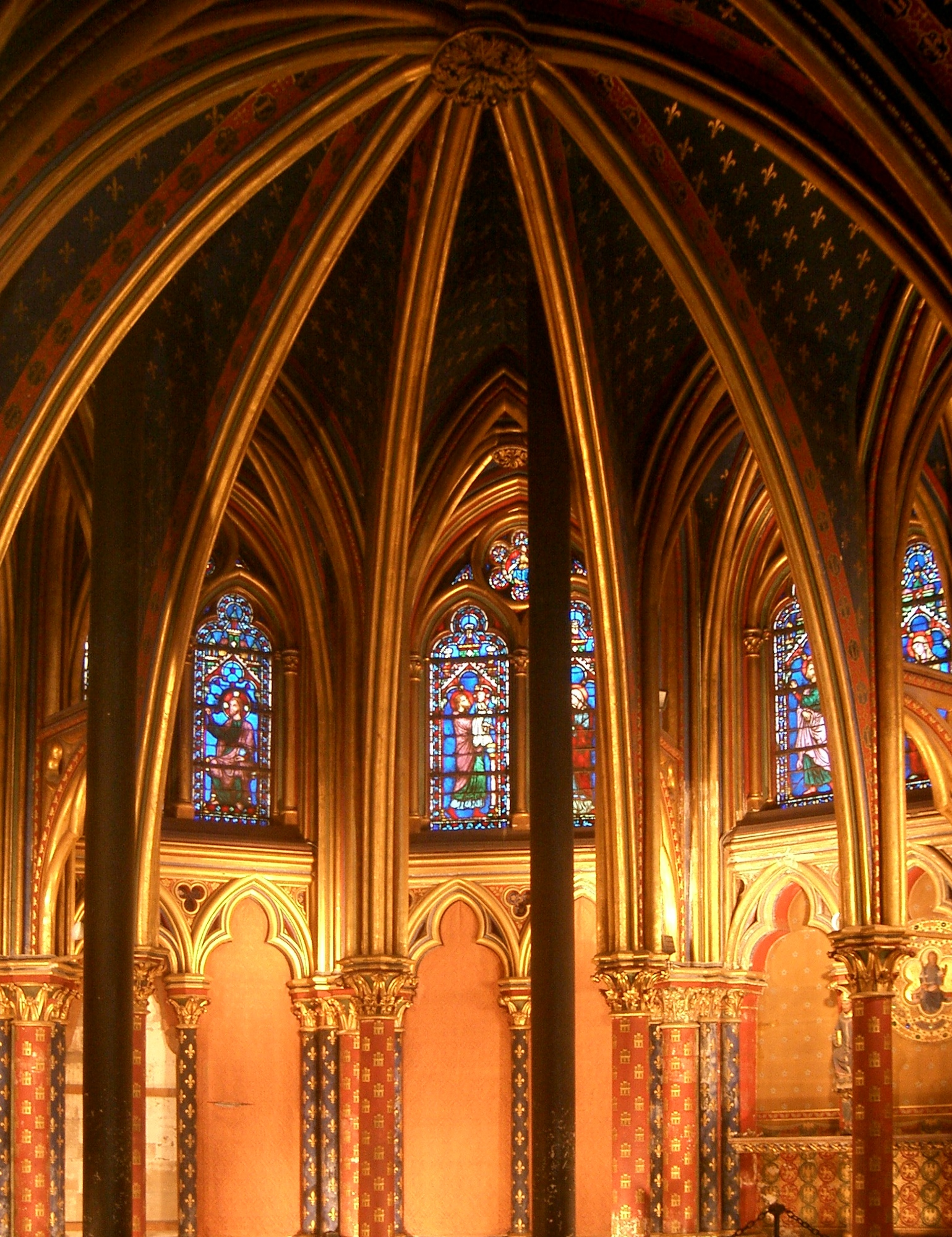
루이 9세의 백합 문장과 블랑슈 드 카스티유의 성 문장이 아래층 성당 기둥을 장식하고 있다.

### 위층

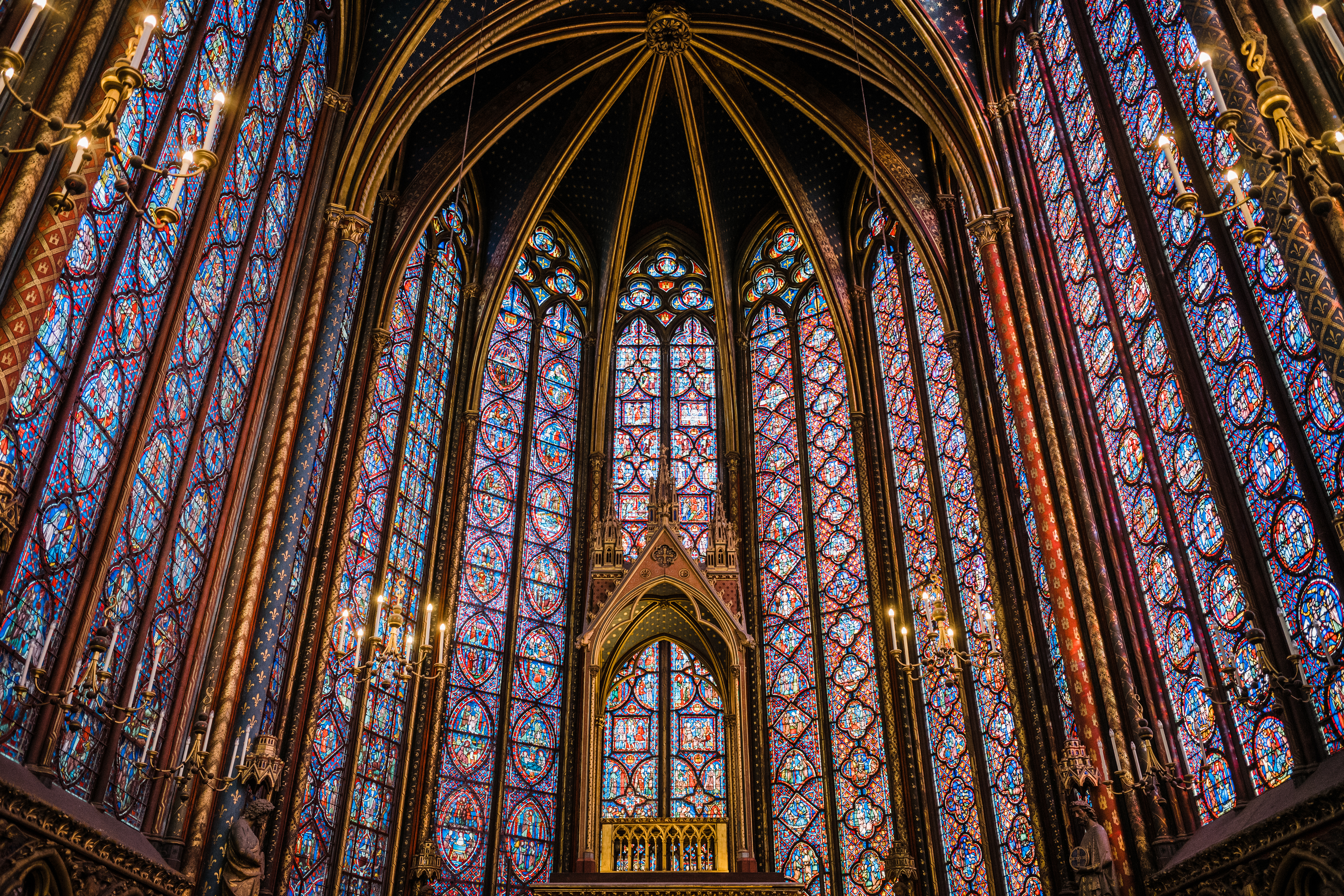
위층의 후진
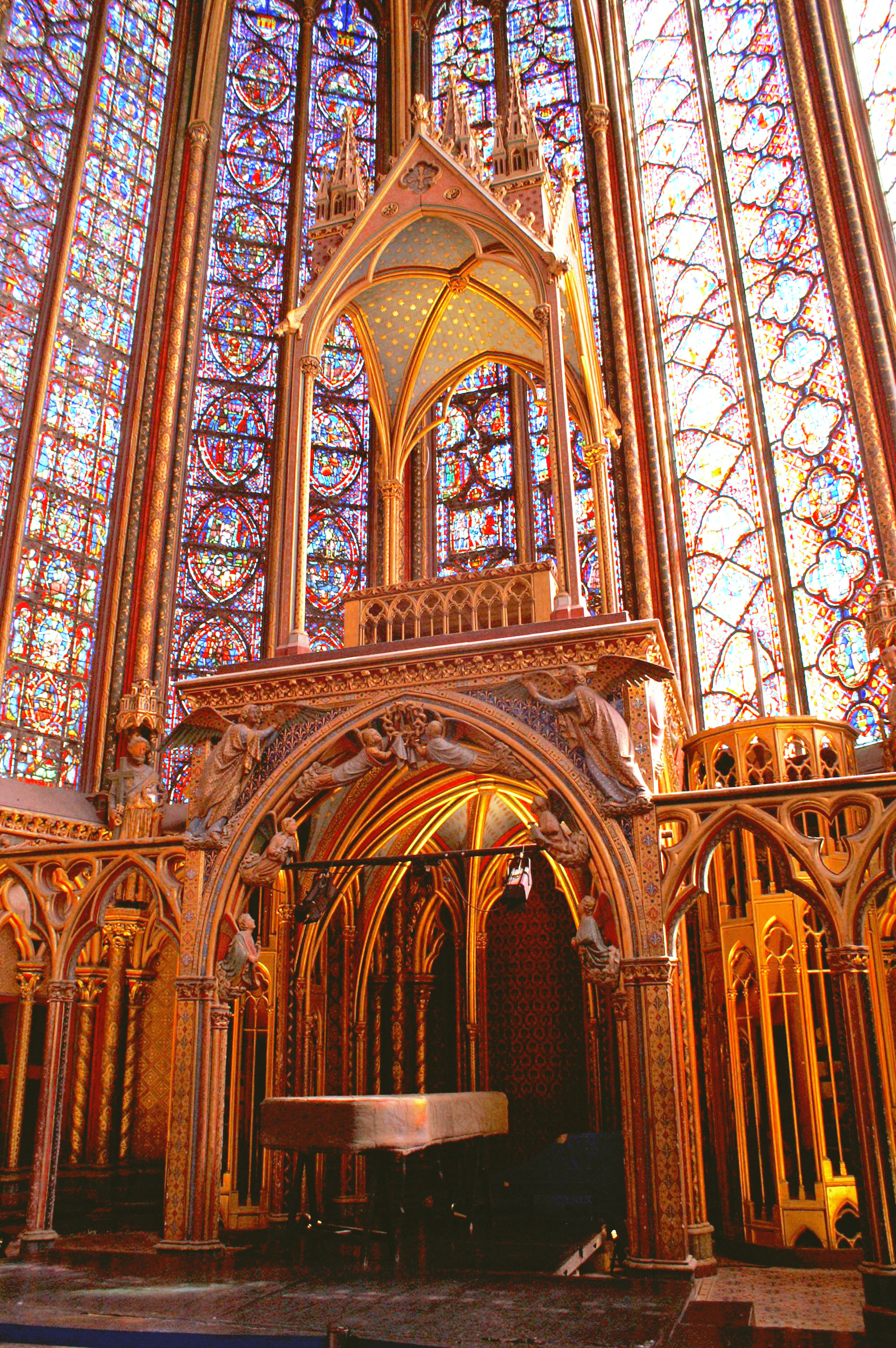
성유물을 보관하던 받침대
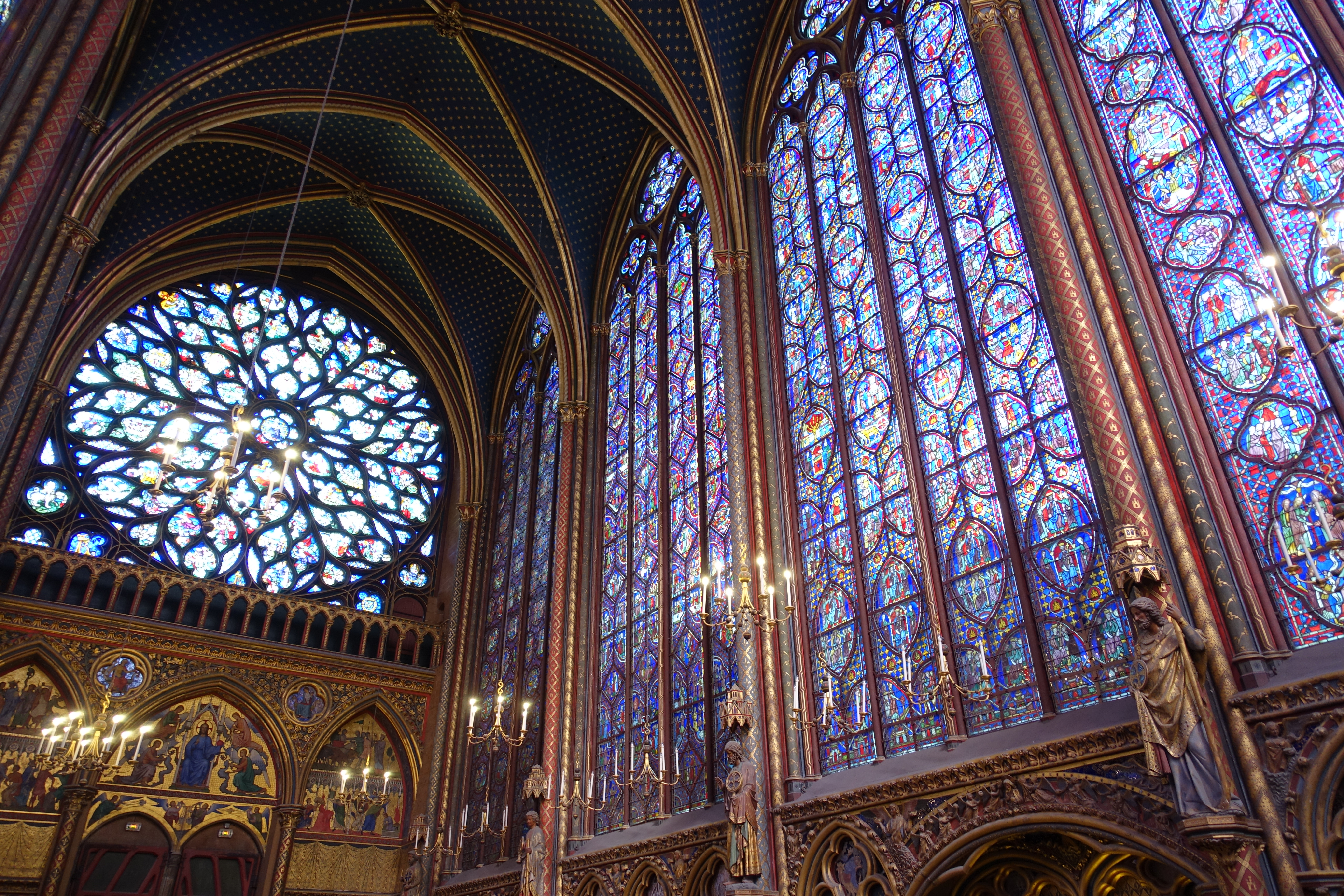
위층의 서쪽 면과 장미창
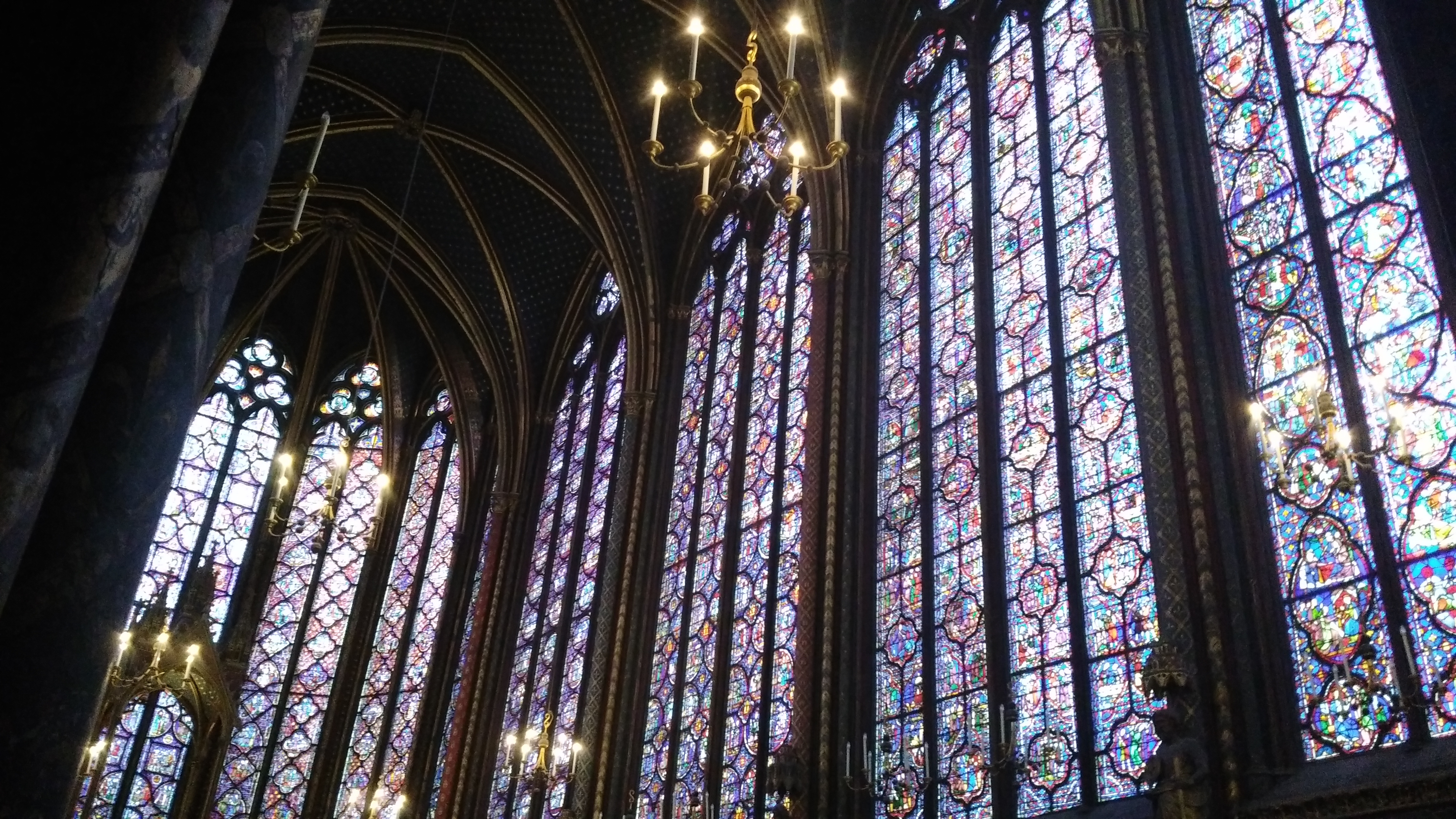
위층의 남쪽 벽

## 같이 보기
- 노트르담 대성당